# نخستین جنگ یهود-روم
اولین جنگ بین یهودیان و رومی ها در سال ( ۶۶-۷۴ بعد از میلاد) رخ داد که گاهی شورش بزرگ یهودیان، اولین شورش یهودیان، یا جنگ یهودیان نامیده می شود.  اولین شورش از سه شورش بزرگ یهودیان، علیه امپراتوری روم بود.. جنگ در استان یهود، منجر به ویرانی بسیاری از شهرهای یهودی، از جمله تمامی شهر اورشلیم، جابجایی جمعیت آن، تصاحب زمین برای استفاده نظامی رومیان و تخریب معبد و حکومت یهودیان شد.
یهودیه که زمانی بصورت یک پادشاهی مستقل، تحت فرمان هامونی ها بود، به تدریج از یک دولت تابعه، به یک استان رومی تبدیل شد. این شورش به دلیل حکومت ظالمانه رومی ها به وجود آمد که با حکومت خشن حاکمان متوالی  ، نابرابری های عمیق اجتماعی-اقتصادی، خاطرات ماندگار استقلال ملی و تشدید تنش های مذهبی و قومی مشخص شد. کاتالیزور فوری در سال۶۶ پس از میلاد در زمان سلطنت نرون به وجود آمد که با یک آشفتگی محلی در قیصریه که شامل قربانی مشرکانه پرنده ای در نزدیکی کنیسه بود، ایجاد شد. پس از این ناآرامی، فرماندار رومی گیسلوس فلوروس، وجوهی را از خزانه معبد دوم مصادره کرد و متعاقباً قتل عام جمعیت اورشلیم را به دنبال داشت. این اقدامات شورش گسترده ای را در شهر برانگیخت که در نهایت با تصرف پادگان رومی توسط نیروهای شورشی به پایان رسید، در حالی کهاگرییا دوم پادشاه طرفدار روم و مقامات رومی از شهر فرار کرد.
برای سرکوب ناآرامی ها،سستیس گالیس ، نماینده سوریه روم ، ارتشی را به یهودیه هدایت کرد. علیرغم پیشرفت های اولیه، رومیان پس از درگیر شدن با شورشیان در اورشلیم و متحمل شدن یک شکست قابل توجه در ، به جایی که نیرویی معادل یک لژیون نابود شد، عقب نشینی کردند. پس از آن، یک دولت موقیت  در اورشلیم به رهبری کاهن اعظم پیشین، آنانوس بن  ، جگریون  و یوشع بین مگلا  تأسیس شد. همچنین فرماندهانی در چندوزف بن ین ناحیه منصوب شدند، از جمله ژوزفوس ، که به فرماندهی نیروها در جلیل فرستاده شد و پس از شکست، تسلیم رومیان شد. بعدها، تلاش سیکاری برای به دست گرفتن کنترل اورشلیم شکست خورد. رهبر آنها اعدام شد و سیکاری های باقی مانده از شهر اخراج شدند. رهبر دهقانان نیز توسط دولت جدید اخراج شد. در سال ۶۷پس از میلاد، ژنرال رومی وسپاسیان که فرماندهی چهار لژیون را بر عهده داشت، توسط نرون مأموریت یافت تا شورش یهودیان را سرکوب کند و کنترل رومیان را بازگرداند. او به جلیل حمله کرد  و دژهای مهمی از جمله یودفت را تصرف کرد. هنگامی که شورشیان و پناهندگان به اورشلیم گریختند، تنش‌ها بین جمعیت تحت رهبری کشیش و جناح‌های فزاینده غیور به درگیری‌های داخلی شدید منجر شد. در زمانی که وسپاسیان بیشتر استان را تحت تسلط خود در آورد، و تنها اورشلیم و اطراف آن در شورش باقی مانده بودند، خبر خودکشی نرون به او رسید و باعث شد که او برای ادعای تاج و تخت به رم عزیمت کند. پسرش تیتوس محاصره اورشلیم را آغاز کرد و پس از یک لشکرکشی وحشیانه هفت ماهه، شهر در تابستان۷۰پس از میلاد سقوط کرد، معبد دوم ویران شد و شهر ویران شد. تیتوس به رم بازگشت ولژین ایکس فرتنسیس را واگذاشت تا آخرین جیب‌های مقاومت یهودیان را از بین ببرد که در سقوط ماسادا در سال ۷۳ یا ۷۴ پس از میلاد به اوج خود رسید.
جنگ پیامدهای عمیق و گسترده ای برای مردم یهود داشت. بسیاری کشته شدند، آواره شدند یا به بردگری فروختند. از دست دادن اورشلیم و معبد مستلزم تغییر اساسی در زندگی سیاسی و مذهبی یهودیان خیلی زیاد شود. حکیمان به عنوان چهره های برجسته ظاهر شدند و یک مرکز خاخامک ه  در یاونه تأسیس کردند که به نقطه عطفی کلیدی در توسعه یهودیت خاخام تبدیل شد. برای رومیان، این پیروزی سلسله تازه تأسیس فلاویان را تقویت کرد، که پیروزی خود را از طریق ساخت و سازهای تاریخی و  به یادگار گذاشت. امپراتوری همچنین  را تحمیل کرد ، مالیات تنبیهی بر همه یهودیان و افزایش حضور نظامی آن در منطقه. جنگ‌های یهود و روم دهه‌ها بعد در شورش بارکوخبا (۱۳۲-۱۳۶بعد از میلاد) به پایان رسید، تلاش دیگری برای بازگرداندن استقلال یهودیان، که منجر به عواقب فاجعه‌بارتری برای یهودیان یهودی ها شود.

## پس زمینه در
یهودیه، پادشاهی مستقل  بودند  تحت سلسله هامونی ها ، توسط ژنرال رومی پمپی در سال۶۳ قبل از میلاد که برگزار شد.   ااین تور شود که بخاطره برای حل و فصل جنگ داخلی بین برادران هیرکانوس و اریستوبلوس ارائه شد که هر دو برای تاج و تخت سلطنتی رقابت می کردند.   در طی فتح اورشلیم ، پومپیوس وارد مقدسات مقدس شد  - یک عمل هتک حرمت، زیرا فقط کاهن اعظم اجازه ورود داشت. سلطنت یهود لغو شد و هیرکان صرفاً به عنوان کاهن اعظم شناخته شد.  در سال۴۰ قبل از میلاد، آنتیگونوس دوم ماتاتیاس ، پسر اریستوبولوس، برای مدت کوتاهی با حمایت اشکانیان تاج و تخت را به دست آورد،  اما در سال ۳۷پیش از میلاد توسط هرود از قدرت خلع شد. هیرودیس که توسط مجلس سنای روم به عنوان پادشاه یهودیان منصوب شد، تا زمان مرگش در سال 4 قبل از میلاد، یهودیه را به عنوان پادشاهی روم اادامه داشت.  پس از مرگ او، قلمرو او بین پسرانش تقسیم شد،  با آرکلائوس به عنوان قوم یهودیه (از جمله اورشلیم)، سامره و ادومیه ، و هیرودیس آنتیپاس که بر جلیلو حکومت می کرد.  حکومت نادرست آرکلائوس در سال ۶پس از میلاد منجر به برکناری او در طی یک دهه شد و یهودیه متعاقباً به عنوان استان روم تحت نام Iudaea ضمیمه شد.   
در طول شش دهه پس از تأسیس این استان، روابط بین جمعیت یهودی و  رومی ها  با بحران‌های متعددی همراه بود.  بسیاری از منازعات ناشی از تخلفات مذهبی توسط مقامات رومی بود که آن ها غیرعمدی بودند.  نارضایتی یهودیان نیز از سرکوب شدید اغتشاشات رومیان و درک گسترده حکومت رومی ها به عنوان ظالمانهخیلی بدی بودند.  حکومت های متقابل بین جمعیت یهودی ها منطقه و شهرهای یونانی-رومی مجاور نیز عاملی است که بر شورش تأثیر گذاشت.  در همان زمان، پس از مرگ هرود و به ویژه پس از استقرار حکومت مستقیم امپراتوری، آرزوها برای استقلال و شورش شروع به رشد کرد که احتمالاً ناشی از انتظارات مسیحایی و خاطرات شورش موفق مکابیان علیه سلوکیان بود، که این باور را تقویت کرد که مشابه آن پیروزی مقابل رم ممکن است قابل باشد. 
با شروع شودن حکومت ها مستقیم رومی ها در سال ۶ قبل از میلاد، سرشماری رسمی که توسط کویرینیوس ، فرماندار رومی سوریه ، ایجاد شد، قیامی را به رهبری یهودای جلیلی برانگیخت. یهودا رهبر چیزی بود که یوسفوس از آن به عنوان " فلسفه چهارم " یاد می کند،  جنبشی که حکومت روم را رد کرد و یگانه سلطنت خدا را تایید کرد. در زمان مدیریت پیلاطس ( حدود ۲۶-۳۶پس از میلاد)، حوادثی مانند معرفی استاند های نظامی به اورشلیم، انحراف بودجه معبد برای یک قنات، و قرار گرفتن در معرض ناشایست یک سرباز در نزدیکی معبد باعث ناآرامی و خونریزی خیلی بدی شدند. 
در زمان سلطنت کالیگولا (۳۷–۴۱ پس از میلاد)، سیاست روم در یهودی ها دستخوش یک اختلال مهم، هرچند کوتاه شودند.  پافشاری کالیگولا بر فرقه امپراتوری احساسات در ضد یهودی ها را تشدید کرد، در سال۳۸ پس از میلادکه با شیوع خشونت آمیز در اسکندریه به اوج خود رسید.  تنش‌ها به دنبال اختلاف در یاونه (جمنیه)، که در آن جامعه یهودی یک محراب برای امپراتور را که توسط ساکنان غیر یهودی که ساخته شده بود، برچیدند. این به بحرانی در سال ۴۰بعد از میلاد منجر شد، زمانی که کالیگولا دستور داد مجسمه ای از خود را در معبد اورشلیم بگذارند، خواسته ای که با اعتقادات مذهبی یهودیان در تضاد بود و خشم گسترده ای را برانگیخت.   یک هیئت یهودی از اسکندریه که در ابتدا برای موضوعی جداگانه به رم آمده بودند، تلاش های خود را برای متقاعد کردن امپراتور به دست کشیدن از نقشه خود تغییر دادند.  فقط مرگ کالیگولا مانع از درگیری آشکار شد، اما این اپیزود باعث تعمیق نارضایتی یهودی ها  نسبت به حکومت روم شدند.  
بین سالهای ۴۱ و ۴۴پس از میلاد، هرود آگریپا ، با حمایت امپراتور کلودیوس ، با موفقیت مناطقی را که زمانی توسط پدربزرگش، هیرودیس کبیر، اداره می شود، متحد کرد.  این دوره شاهد احیای مختصری از خودگردانی یهودی بود که آگریپا به عنوان یک پادشاه مشتری عمل می کرد. با این حال، پس از مرگ او در سال۴۴ پس از میلاد، یهودیه به فرمانروایی مستقیم روم زیر نظر دادستان ها بازگشت و قلمرو اداری آن به یهودیه، سامره، ایدومه، جلیل و پره گسترش یافت.  
دوره دوم استانی، که با حکومت نسبتاً پایدار تحت فرمانروایان رومی اول آغاز شد، به زودی ثبات قابل توجهی را با وخامت مواجه کرد. در سال ۴۸ میلادی، مقامات رومی یعقوب و شمعون ، پسران یهودای های جلیلی را اعدام کردند.  در سال‌های بعد، درگیری‌های شدیدی بین یهودیان و سامری‌ها روی داد. در اوایل دهه  میلادی، خشونت در اورشلیم عادی شده بود. Sicarii ، گروهی از قاتلان یهودی رادیکال، از جمعیت انبوه زائران در طول اعیاد مذهبی برای انجام قتل های هدفمند و ارعاب مردم شهری سوء استفاده کردند.  آنها همچنین صاحبان زمین های ثروتمند در مناطق روستایی را هدف قرار دادند و اموال آنها را از بین بردند و احتمالاً همکاری با رومی ها را از بین می بردند.  تعصب مذهبی در این دوره در میان توده‌ها رواج پیدا کرد و به ظهور شخصیت‌های نبوی متعددی منجر شد. یکی از رویدادهای قابل توجه مربوط به " مصری " بود، پیامبری که پیروان زیادی را با برنامه ریزی برای لشکرکشی به اورشلیم جمع کرد، که توسط دادستان آنتونیوس فلیکس متفرق شد. 
زمانی که جسیوس فلوروس در سال ۶۴ بعد از میلاد به عنوان دادستان دست یافت، یهودیه ناآرامی های بیشتری را تجربه کرد.  فلوروس که اهل آسیای صغیر است، از طریق همسرش که دوست همسر مقتول نرون بود، این موقعیت را به دست آورد. تاسیتوس او را انتخاب ضعیفی برای این نقش می‌دانست،  در حالی که ژوزفوس او را به عنوان یک مقام بی‌رحم که منطقه را غارت کرده و مجازات‌های سختی را تحمیل می‌کند، به تصویر می‌کشد.   ارتباطات او با خانواده امپراتوری به او آزادی قابل توجهی در حکومتش داد.  در طول عید فصح ، احتمالاً سال پس از انتصاب فلوروس، سستیوس گالوس ، فرماندار سوریه، شاید برای رسیدگی به شکایات علیه فلوروس از اورشلیم بازدید کرد، اما او هیچ اقدامی برای تغییر سیاست‌های دادستان انجام نداد. 

## وقوع شورش
در بهار سال ۶۶ میلادی، خشونت قومی در قیصریه آغاز شد. یهودیان محلی سعی کردند زمین کنار کنیسه خود را از صاحب یونانی  از آن  ها بخرند.  با وجود پیشنهادی که بسیار بیشتر از ارزش زمین بود، مالک آن را رد کرد و به جای آن کارگاه هایی را در محل ساخت و دسترسی به کنیسه را مسدود کرد.  هنگامی که یهودیان جوان تلاش کردند ساخت و ساز را متوقف کنند، فلوروس از طرف یونانی ها مداخله کرد.  یهودیان برجسته پس از آن به فلوروس هشت استعداد برای توقف کار پیشنهاد دادند، که او قبل از سفر به سباست پذیرفت و اجازه داد ساخت و ساز به هر حال ادامه یابد.  روز بعد، در روز شبات ، یکی از افراد محلی در مقابل کنیسه قربانی پرندگانی انجام داد و خشونت را بین جوامع برانگیخت.    سواره نظام محلی تلاش کرد تا مداخله کند اما موفق نشد و یهودیانی که برای شکایت از این واقعه به فلوروس در سباست رفتند، دستگیر شدند. 

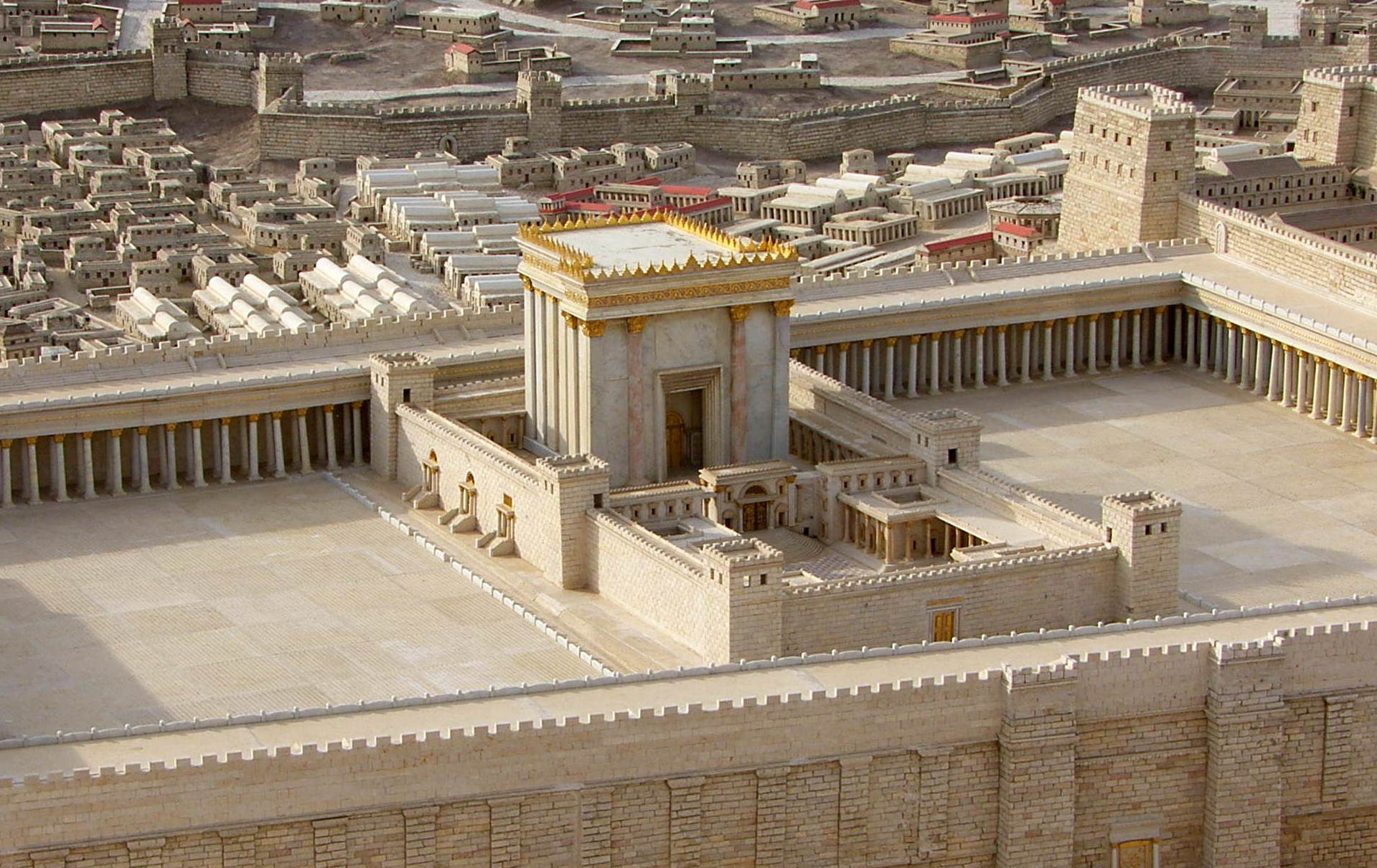
بازسازی مدل مقیاس کوه معبد در قرن اول پس از میلاد، بخشی از الگوی سرزمین مقدس اورشلیم ، با معبد دوم در مرکز و قلعه آنتونیا در سمت راست بالا:

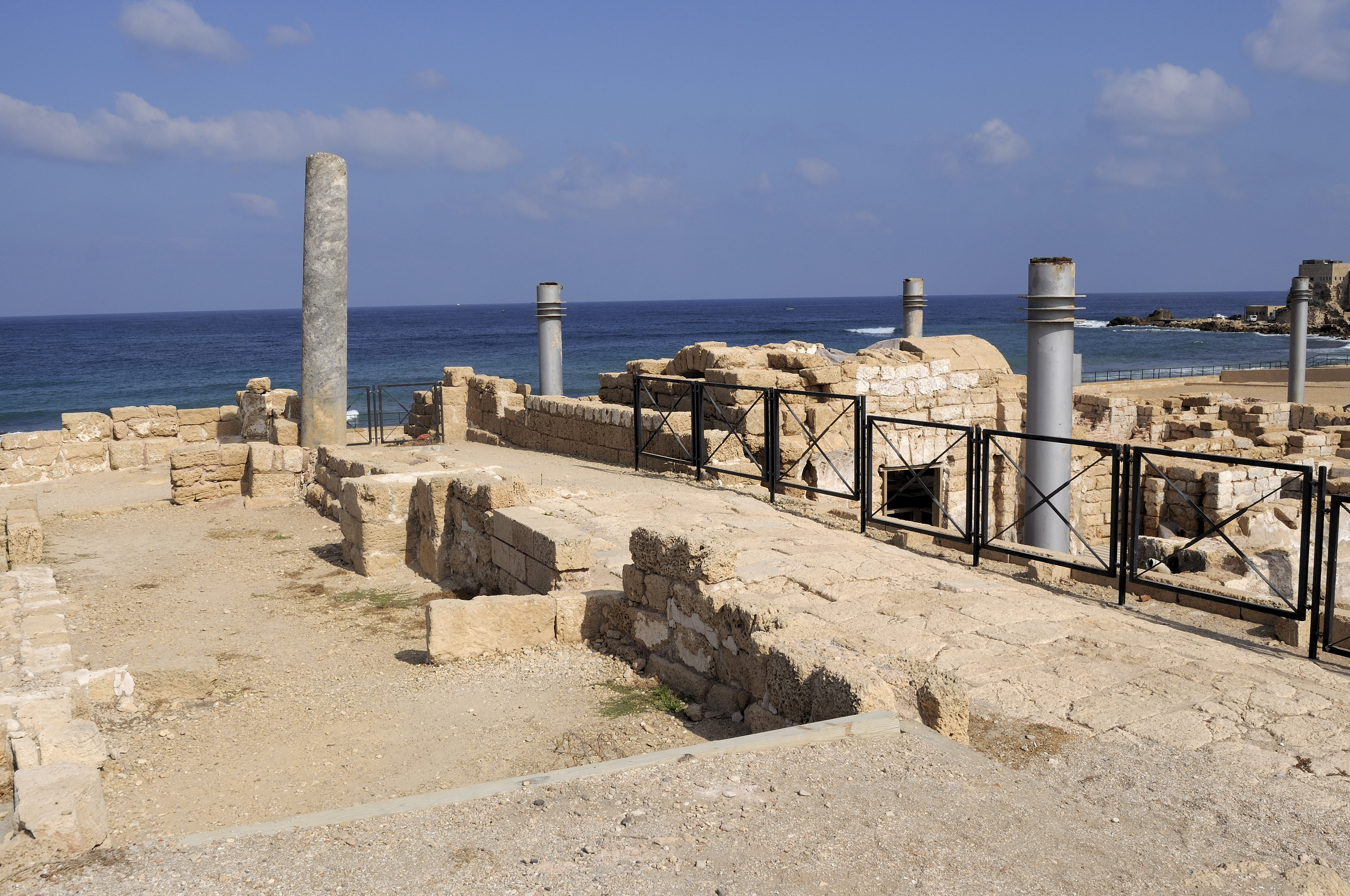
ویرانه‌های قیصریه ، محل شورش‌های قومی ۶۶ پس از میلاد که با قربانی کردن پرندگان یونانی در مقابل کنیسه یهودی برافروخته شد.
اندکی بعد، هنگامی که فلوروس به بهانه «نیازهای امپراتوری» ۱۷ استعداد از خزانه معبد خارج کرد، خشونت های بیشتری در اورشلیم آغاز شد. این امر اعتراض و تمسخر جمعیت را برانگیخت و برخی فلروس را با رد کردن سبدی برای جمع آوری صدقه برای او مسخره کردند.  هنگامی که رهبران یهودی از تسلیم کسانی که او را مسخره کرده بودند خودداری کردند، فلوروس به سربازان خود دستور داد تا آگورا بالا را غارت کنند، جایی که بیش از ۳۶۰۰ نفر از جمله یهودیان ثروتمندی را که شهروندان رومی متعلق به نظم سوارکاری بودند شلاق زدند، مصلوب کردند و کشتند.  قتل عام دوم زمانی رخ داد که یهودیان شهر به استقبال دو اسکادران سواره نظام که از قیصریه نزدیک می شدند، رفتند. سربازان ساکنان وحشت زده را به اورشلیم تعقیب کردند و بسیاری را در حالی که سعی داشتند به قلعه آنتونیا برسند، کشتند. فلوروس که تلاش می کرد خود را به قلعه برساند، توسط جمعیت خشمگین مسدود شد و آنها همچنین دسترسی بین معبد و آنتونیا را قطع کردند. در نهایت، فلروس از شهر گریخت و گروهی متشکل از ۵۰۰ تا۱۰۰۰ سرباز را پشت سر گذاشت.

پادشاه آگریپا دوم ، پادشاه رعیت یهودی کلکیس ، با عجله از اسکندریه برای آرام کردن مردم طی گردهمایی در اورشلیم، در ابتدا در متقاعد کردن آنها به حماقت جنگ علیه روم موفق ظاهر شد.   به خاطره این که نمیخاست دست یهودی ها بماند
پس از سخنرانی او، آگریپا و خواهرش برنیس گریه کردند و جمعیت اعلام کردکه در جنگ با روم نیستند، بلکه با فلوروس در حال جنگ هستند.  آگریپا هشدار داد که امتناع از پرداخت خراج و برچیدن رواق‌هایی که قلعه آنتونیا را به معبد متصل می‌کند، شورش محسوب می‌شود و برای جلوگیری از اتهامات بیشتر، از بازسازی و پرداخت مالیات آن‌ها خواست. مردم با قانع شدن شروع به بازسازی کردند و مسئولان ۴۰ استعداد بدهکار را جمع آوری کردند.  با این حال، هنگامی که آگریپا سعی کرد آنها را متقاعد کند تا از فلوروس پیروی کنند تا زمانی که فرماندار جدید رومی منصوب شود، در میان توهین‌ها و سنگ‌هایی که به او پرتاب می کردنمجبور شد شهر را با شرمندگی ترک کند.   
در این هنگام، الازار بین حنانیا  ، یکی از کارمندان معبد، کاهنان را متقاعد کرد که خارجی ها باید از این کارها که کسی را قربانی کنند یا از هدایان دست بردارند.  این عمل به رسم قربانی کردن از طرف روم و امپراتور آن پایان داد، که از زمان آگوستوس رواج داشت. به گفته یوزفوس، این رویداد باعث توقف فداکاری ها شد که پایه و اساس جنگ علیه روم بود.   در حالی که برخی از مورخان این اقدام را به عنوان اعلان جنگ به روم می‌دانند، برخی دیگر استدلال می‌کنند که این اقدام نه علیه رم بوده و نه به عنوان اعلام جنگ در نظر گرفته شده است.  در همین زمان، سیکاری ها، تحت رهبری مناهم بین یهودی ها  ، حمله غافلگیرانه ای را به قلعه صحرای ماسادا انجام دادند، آن را تصرف کردند، پادگانی ایجاد کردند و سلاح های غارت شده را به اورشلیم منتقل کردند.  
پس از آن، رهبران اورشلیم، همراه با کاهنان اعظم و سران فریسیان، تلاش کردند تا مردم را از شورش با روم منصرف کنند، اما تلاش آنها ناموفق بود. آنها سپس با درخواست از فلوروس و آگریپا به اورشلیم می‌کوشند تا قیام را سرکوب کنند. در پاسخ، آگریپا دوم ۲۰۰۰ سواره نظام را که از Auranitis ،  و Trachonitis استخدام شده بودند، به اورشلیم اعزام کرد.  این نیروها همراه با میانه‌روها شهر بالا را کنترل کردند، در حالی که شهر پایین و کوه معبد تحت کنترل شورشیان قرار گرفتند.  پس از چند روز نبرد، شورشیان شهر بالا را تصرف کردند و میانه‌روها را مجبور کردند به کاخ هیرودیس پناه ببرند، در حالی که دیگران فرار کردند یا مخفی شدند.  به گفته پدران کلیسای قرن چهارم، یوسبیوس و اپیفانیوس از سالامیس ، مسیحیان اورشلیم قبل از جنگ به پلا گریختند .  به گفته گای راجرز، پیروان عیسی ممکن است آنقدر بی‌اهمیت بوده باشند که در جریان درگیری‌های درون شهر مورد هدف قرار گیرند. 
شورشیان سپس خانه کاهن اعظم سابق حانیا، کاخ های آگریپا و برنیکه و بایگانی های عمومی را که اسناد بدهی در آنجا نگهداری می شد، به آتش کشیدند.  این عمل اغلب به عنوان منعکس کننده اهمیت عناصر اجتماعی-اقتصادی در شورش تلقی می شود.  زیرا شورشیان با از بین بردن آرشیوها به دنبال جلب حمایت فقرا و بدهکاران اورشلیم بودند.   اندکی پس از آن، کاخ هیرودیس را تسخیر کردند و با میانه‌روها و نیروهای آگریپا موافقت کردند، اما از هرگونه سازش با سربازان رومی خودداری کردند. رومیان به برج‌های Phasael، Hippicus و Mariamne در شمال کاخ هیرودیس عقب‌نشینی کردند.  بعداً، هنگامی که سربازان محاصره شده رومی سلاح های خود را در ازای عبور ایمن تسلیم کردند، شورشیان آنها را قتل عام کردند و تنها فرمانده خود متیلیوس را که متعهد شد به یهودیت گرویده و ختنه شود، امان ندادند. 
با تشدید حوادث در اورشلیم، خشونت قومی در سرتاسر یهودیه، سوریه و مناطق همجوار گسترش یافت. در همان روز با قتل عام پادگان، به گفته یوزفوس، غیر یهودیان قیصریه پاکسازی قومی جمعیت یهودی محلی را انجام دادند که حدود ۲۰۰۰۰ نفر را کشتند. بقیه بازماندگان توسط فلوروس دستگیر شدند.  خبر این کشتار باعث خشونت قومی بیشتر شد و گروه های یهودی را به حمله به روستاها و شهرهای مجاور، به ویژه روستاهای دکاپولیس ، مانند فیلادلفیا ، هشبون ، گراسا ، پلا ، و اسکیتوپولیس سوق داد.  شواهد باستان شناسی از گراسا و گادارا، تخریب ساختمان های عمومی را در این دوره تایید می کند.  این شهرها احتمالاً به دلیل ریشه یونانی یا مقدونی و تأثیر فرهنگی آنها مورد هدف قرار گرفته اند، اگرچه برخی از آنها ساکنان یهودی در نتیجه فتوحات الکساندر جنائوس در قرن اول قبل از میلاد داشتند. 
خشونت همچنین در اسکندریه مصر رخ داد ، جایی که درگیری‌ها پس از حمله یونانی‌ها به یهودی‌هایی که در یک سالن آمفی‌تئاتر جمع شده بودند، آغاز شد و برخی را زنده دستگیر کردند و باعث انتقام‌جویی سایر یهودیان شهر شد.  زمانی که تلاش‌های مسالمت‌آمیز فرماندار رومی مصر، تیبریوس جولیوس الکساندر - یهودی که ایمان و سنت‌های اجدادی خود را کنار گذاشته بود  - بی‌ثمر ماند، او نیروهای نظامی علیه یهودیان مستقر کرد که منجر به کشته شدن ده‌ها هزار نفر شد. 

## کمپین گالوس

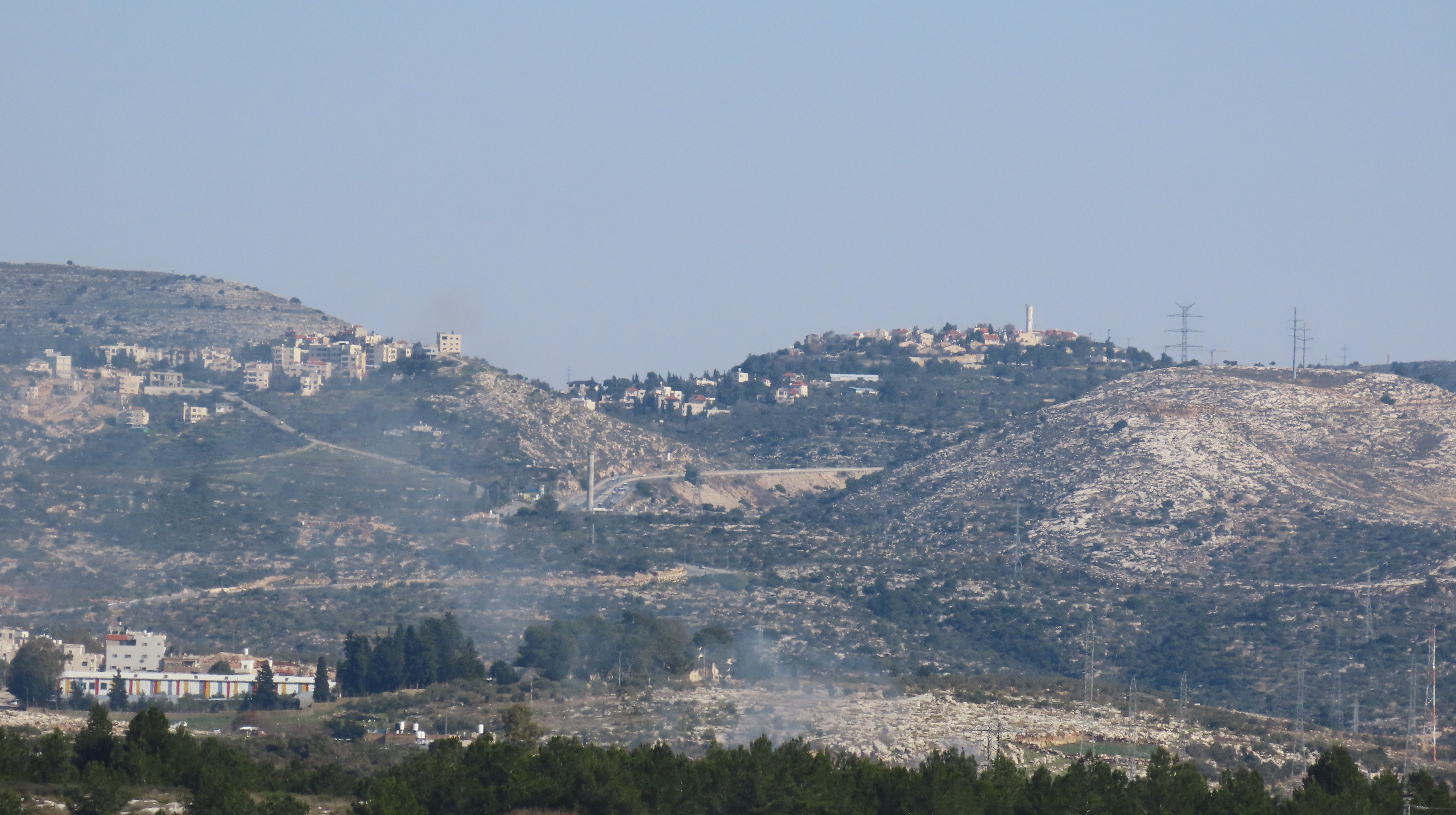
منطقه بثورون ، مشاهده شده از مدیین. در پاییز 66، شورشیان یهودی به یک ارتش رومی در حال عقب نشینی به فرماندهی گالوس در این جاده کمین کردند و نیرویی معادل یک لژیون کامل را نابود کردند.

در این مرحله از وقایع، سستیوس گالوس ، نماینده رومی سوریه، تصمیم گرفت به یهودیه لشکرکشی کند. او یک نیروی نظامی از انطاکیه، از جمله Legio XII Fulminata ، ۲۰۰۰مرد از هر یک از سه لژیون دیگر مستقر در سوریه، شش گروه پیاده نظام و چهار واحد سواره نظام را رهبری کرد.  او همچنین تعداد قابل توجهی از نیروهای سلطنتی را همراهی می کرد که در مجموع بین دو تا سه لژیون شامل ۲۰۰۰سواره نظام و ۳۰۰۰ کماندار از آنتیوخوس چهارم از Commagene ، تعداد مشابهی پیاده و سواره نظام کمتر از آگریپا دوم و ۱۰۰۰سواره نظام و ۳۰۰نفر بود. پیاده نظام از   گالوس با نیروهای نامنظم از شهرهای مختلف، مانند بریتوس ، صفوف خود را بیشتر تقویت کرد، جایی که سربازان با انگیزه دشمنی با یهودیان، کمبود آموزش رسمی خود را جبران کردند.  
پس از ایجاد پایگاهی در آکو  ،  سستیوس گالوس لشکری را علیه روستاهای یهودی در جلیل به راه انداخت و شهر چابولون را به همراه سایر سکونتگاه‌های نزدیک به آتش کشید و سپس به سمت قیصریه حرکت کرد.  نیروهای او یافا ، بندر اورشلیم را تصرف کردند و ساکنان آن را قتل عام کردند و شهر را به آتش کشیدند.  او همچنین یک نیروی سواره نظام را برای ویران کردن منطقه نارباتا در نزدیکی قیصریه فرستاد.  در جلیل، رومی‌ها به گرمی مورد استقبال ساکنان سفوریس قرار گرفتند که مخالف شورش بودند.  گالوس از آنجا به سمت اورشلیم رفت و از آنتی پاتریس و لیدا گذشت و در پی آنها ویرانی به جا گذاشت. لیدا که بیشتر ساکنانش برای جشن سوکوت در اورشلیم بودند، عمدتاً متروک شده بود، ویران شد و کسانی که باقی مانده بودند کشته شدند.  در ادامه راهپیمایی خود از طریق بثورون و گابائون ، ارتش گالوس در کمین نیروهای یهودی قرار گرفت و متحمل خسارات قابل توجهی شد. در میان مبارزان یهودی، مونوبازوس و کاندایوس - از بستگان پادشاه آدیابنه - و همچنین نیجر پرین و سیمون بار گیورا .  آگریپا دوم آخرین تلاش خود را برای مذاکره صلح با شورشیان انجام داد، اما تلاش های او شکست خورد.  گالوس به سمت اورشلیم پیشروی کرد و در کوه اسکوپوس اردو زد، موقعیتی استراتژیک که نمای روشنی از مرکز شهر را فراهم می کرد. 
در اواخر تیشری ، گالوس به سمت اورشلیم پیشروی کرد و باعث شد شورشیان به داخل شهر و معبد عقب نشینی کنند.  گالوس پس از ورود، منطقه بزتا و بازار الوار را به آتش کشید و قصد داشت مردم را بترساند.  سپس در شهر علیا اردو زد.  علی‌رغم پیشنهاد یوسفوس مبنی بر اینکه گالوس می‌توانست اورشلیم را با عزم بیشتری تصرف کند،   او در نهایت پس از چند درگیری اولیه تصمیم به عقب‌نشینی کردند
عقب نشینی گالوس از اورشلیم به سمت دشت ساحلی با از دستدادن ۵۳۰۰ پیاده نظام - معادل یک لژیون کامل - و ۴۸۰ سواره - معادل یک سواره کامل به یک شکست تبدیل شد.   این درگیری قاطعانه در بتورون به اوج رسید، جایی که ارتش روم توسط یک کمین مورد اصابت قرار گرفت  در همان مسیری که مکابیان دو قرن پیش از آن ارتش سلوکی را شکست دادند .  سوتونیوس ، احتمالاً به اشتباه، خاطرنشان می کند که رومی ها عقاب لژیونری خود را نیز از دست دادند.   شورشیان رومی‌ها را تا آنتی‌پاتریس تعقیب کردند،  و آنها را مجبور کردند که چمدان‌ها و سلاح‌های سنگین خود، از جمله توپخانه و قوچ‌های کتک‌زن، را که همراه با سایر غنائم جنگی، توسط شورشیان غارت شد، رها کنند.  گالوس مدت کوتاهی پس از آن درگذشت و احتمالاً جان خود را از دست داد.  

منطقه بثورون ، مشاهده شده از مدیین . در پاییز ۶۶، شورشیان یهودی به یک ارتش رومی در حال عقب نشینی به فرماندهی گالوس در این جاده کمین کردند و نیرویی معادل یک لژیون کامل را نابود کردند.
محققان این شکست روم را با نبرد فاجعه بار جنگل توتوبورگ در سال۹پس از میلاد مقایسه کرده اند،   هرچند که دومی در مقیاس بسیار بزرگتر بود که منجر به سه برابر تلفات شد.  فرگوس میلار می نویسد که شکست گالوس به ویژه به عنوان یک نمونه نادر که در آن نیروهای منظم رومی شکست قاطعی را در یک استان رومی و به دست مردم محلی متحمل شدند بسیار مهم است.  پیروزی غیرمنتظره شتاب را به سمت جناح های طرفدار شورش تغییر داد. شورشیان اعتماد به نفس بیشتری پیدا کردند،  در حالی که افراد میانه رو و قبلاً بلاتکلیف در شور و شوق غرق شدند. اگرچه برخی از نخبگان برای پیوستن به رومیان گریختند،  بسیاری در شهر ماندند و خود را با پیروزی همسو کردند. پس از عقب نشینی سستیوس، یک نیروی یهودی به رهبری نیجر پره به شهر ساحلی اشکلون حمله کرد.  تقریباً در همان زمان، یک قتل عام در دمشق رخ داد، جایی که مردان شهر، از ترس خیانت زنانی که به یهودیت گرویده بودند، مخفیانه حمله ای به جمعیت یهودی را طراحی کردند. آنها یهودیان را در یک سالن ورزشی محدود کردند و سپس، به گفته یوزفوس، در عرض چند ساعت هزاران نفر را کشتند. 

## دولت موقت یهود
پس از شکست  دادن گالوس، یک مجمع مردمی، که احتمالاً در کنار سنهدرین فعالیت می کرد،  در معبد تشکیل شد و یک دولت موقت در اورشلیم ایجاد کرد. همانطور که یوسفوس نشان می دهد، دولت موقت واقعاً به دنبال شورش نبود. در عوض، در حالی که وانمود می کردند که از آن حمایت می کنند، هدفشان بازگرداندن کنترل بر کشور و مذاکره برای حل و فصل با رومی ها بود.  آنانوس بن عنانوس ( Hanan ben Hanan )، کاهن اعظم سابق، به عنوان یکی از روسای دولت منصوب شد و در کنار جوزف بن گوریون شروع به استحکام بخشیدن به شهر کرد.  جاشوا بن گاملا نقش رهبری برجسته ای را بر عهده گرفت. یوسفوس، که در آن زمان به نام Yosef ben Mattityahu شناخته می شد، به فرماندهی جلیل و گولانیتیس منصوب شد،  در حالی که یوسف بن شیمون به اریحا منصوب شد.  یحیی اسنی فرمانده یافا، لیدا، امائوس و منطقه ثمنه در غرب یهودیه شد. الیزر بن حنانیه و جاشوا بن زفیا به طور مشترک فرماندهی ادومیه را برعهده داشتند و نیجر پرین ، قهرمان لشکرکشی گالوس، تحت فرمان آنها بود. مناسه سرپرستی پریا را برعهده داشت و یوحانان بن حنانیه مأموریت یافت تا گوفنا و آکرابتا در شمال یهودیه را به عهده بگیرد.  تلاش مناهم بن یهودا ، رهبر سیکاری، برای کنترل اورشلیم شکست خورد.  پس از اینکه در ملاء عام با لباس سلطنتی ظاهر شد، به قتل رسید و سیکاری ها از اورشلیم اخراج شدند.  برخی از سیکاری ها، از جمله الازار بن یایر، به ماسادا عقب نشینی کردند و تا سقوط آن در سال ۷۳/۷۴پس از میلاد در آنجا ماندند. 
جان گیشالا ، که در ابتدا به گفته یوزفوس با جنگ مخالف بود،  گروهی از دهقانان و راهزنان را رهبری کرد  و اقتدار یوسفوس را در جلیل به چالش کشید، اما تلاش های او برای جابجایی او ناموفق بود.   در همین حال، سایمون بار گیورا مبارزاتی شخصی علیه ثروتمندان در نواحی شمالی یهودیه به راه انداخت. رهبران اورشلیم بعداً او را از حکومت اکرابتن اخراج کردند و او را مجبور به فرار به ماسادا کردند.  در اواخر سال۶۶،  جناح او به ماسادا پناه برد و تا زمستان ۶۷–۶۸در آنجا ماند.سیمون که در ابتدا توسط شورشیان در قلعه بی اعتماد شد و به قسمت پایین فلات آن محدود شد، در نهایت اعتماد آنها را جلب کرد و به حملات آنها به روستاهای مجاور پیوست. 
کاهنان معبد اورشلیم  سکه هایی با کتیبه های عبری به خط سرخپوشان عبری ضرب کردند که شامل عباراتی مانند «اورشلیم مقدس» و «برای آزادی صهیون» بود.  این سکه‌ها با استفاده از تقویم جدیدی که سال‌های شورش (سال‌های اول تا پنجم) را نشان می‌دهد، که نماد استقلال از روم است، تاریخ‌گذاری شدند.  نامگذاری آنها به عنوان مثقال ، با فرقه هایی مانند «شکل اسرائیل»، «نیم مثقال» یا «ربع مثقال»،  با احیای نظام وزن دوران کتاب مقدس، حاکمیت یهودیان باستان را مورد استناد قرار داد.  استفاده از زبان عبری بر روی این سکه ها و در اسناد، که به طور مشابه در شورش بار کوخبا متأخر دیده شد، نشان دهنده یک انتخاب ایدئولوژیک بود که نماد ملی گرایی و کشورداری یهودی بودند. 

###### مبارزات گالیله وسپاسیان

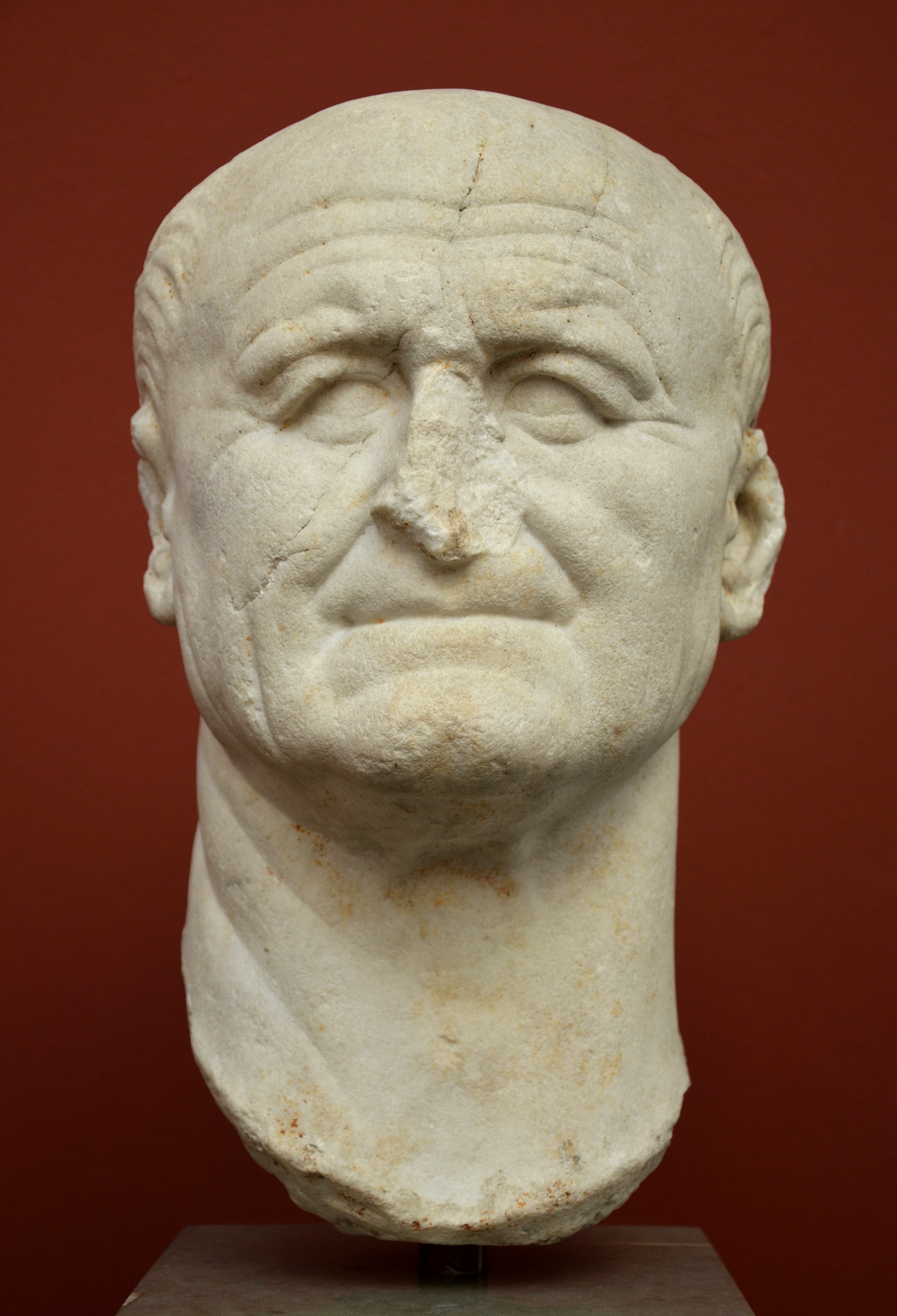
در سال 67 پس از میلاد، ژنرال وسپاسیان توسط امپراتور نرون برای سرکوب شورش یهودیان منصوب شد و کارزار خود را در جلیل آغاز کرد.

پس از شکست گالوس، امپراتور نرون فرماندهی جنگ را به وسپاسیان ، کنسول سابق که یک فرمانده کارکشته و باتجربه  بود سپرد.  به گفته سوتونیوس، این ژنرال که ۵۷ ساله بود "هم به خاطر انرژی اثبات شده اش و هم به این دلیل که خانواده و نام او  به دلاعل نامعلومی ترسی نداشتند" انتخاب شد.   سپس وسپاسیان از طریق زمینی از کورینت به سوریه سفر کرد و  ارتشی را گردآوری کرد که شامل سه لژیون کامل بود، تحت فرماندهی دو نفر باسامی  Macedonica و X Fretensis ، که هر دو در ارمنستان جنگیده بودند و نفر دومی در سوریه مستقر بود. آپولیناریسxv در لشکرکشی ارمنیان نیز شرکت کرده بود. وی توسط یک پسر ۲۷ ساله به نام وسپاسیان تیتوس، از پایگاه خود در اسکندریه به سمت بطلمیاس راهنمایی شد.    نیروهای رومی توسط ۲۳ گروه کمکی و شش گروه سواره نظام که احتمالاً از سوریه آمده بودند تقویت شدند. علاوه بر اینها، نیروهای مورد نیاز، توسط حاکمان محلی تامین می شد: آنتیوخوس چهارم از کوماگنه، آگریپا دوم، و سوهاموس از امسا هر کدام ۲۰۰۰ کماندار پیاده نظام و ۱۰۰۰ سواره نظام داشتند، در حالی که مالخوس دوم از Nabatea۱۰۰۰ سواره نظام و ۵۰۰۰ پیاده اعزام کرد. 
وسپاسیان پایگاه اولیه عملیات خود را در آکو-بطلمیاس تأسیس کرد و در اوایل تابستان سال ۶۷ پس از میلاد به آنجا رسید. از این مکان، رومیان حمله خود را علیه شورشیان در جلیل ، جایی که جمعیت قابل توجهی یهودی ها ، عمدتاً در روستاهایی که به راحتی مستحکم بودند، ساکن بودند، آغاز کردند.  مردم Sepphoris - دومین شهر بزرگ یهودیان پس از اورشلیم  با ملاقات با Vespasian در بطلمیاس و تعهد رسمی وفاداری خود به روم، تسلیم رومیان شدند.  در حالی که ژوزفوس ادعا می کند که ارتشی متشکل از  ۱۰۰۰۰۰ نفر را جمع آوری کرده است، این رقم به وضوح اغراق آمیز است.  با این وجود، رومیان با چالشی اساسی در منطقه مواجه بودند. 

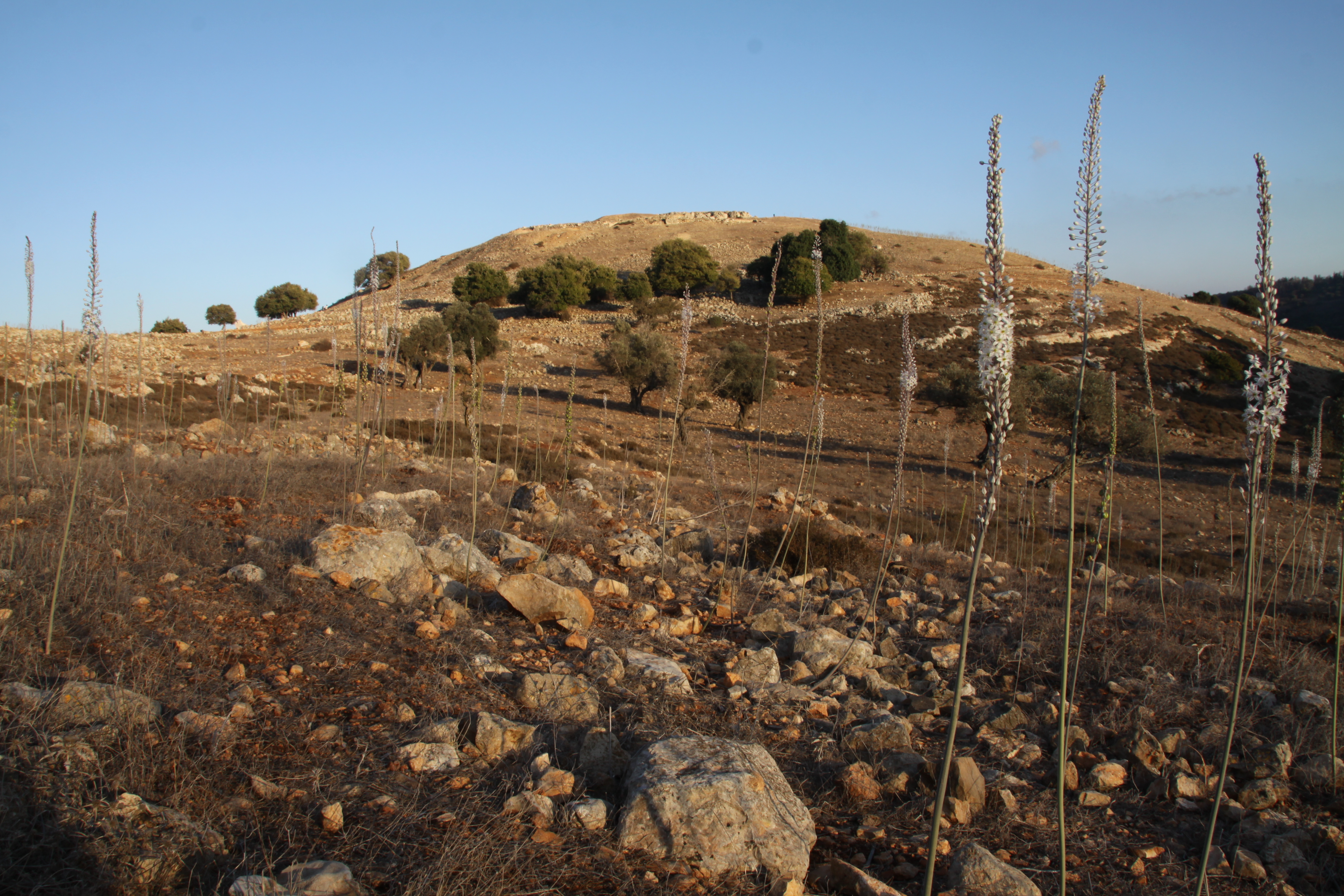
یودفت ، در جلیل، پس از یک محاصره 47 روزه در تابستان 67 به دست وسپاسیان افتاد. ژوزفوس، منبع کلیدی شورش، فرماندهی دفاع را بر عهده داشت و پس از سقوط شهر، طرف را تغییر داد.

گابارا در اولین حمله به اسارت رومیان درآمد و همه مردان به دلیل دشمنی با یهودیان و خاطره شکست گالوس کشته شدند.  شهر و روستاهای اطراف به آتش کشیده شد و بازماندگان به بردگی درآمدند.     سپس رومی ها برای حمله به یودفت (Yodefat/Iotapata)،  شهری با جمعیت تخمینی ۷۰۰۰ نفر در آستانه محاصره حرکت کردند.   تقریباً در همان زمان، تیتوس، پسر وسپاسیان، نیرویی را رهبری کرد تا دهکده نزدیک یافیا را نابود کند، جایی که طبق گزارش‌ها، همه ساکنان مرد، به استثنای نوزادان، کشته شدند و نوزادان و زنان به بردگی فروخته شدند.  سرالیس که فرماندهی لژیو پنجم مکدونیکا را بر عهده داشت، برای مبارزه با گروه بزرگی از سامری‌هایی که بر فراز کوه گریزیم ، محل معبد ویران شده‌شان جمع شده بودند، اعزام شد و بسیاری را کشت. 
یودفت ، در جلیل، پس از یک محاصره ۴۷ روزه در تابستان ۶۷ به دست وسپاسیان افتاد. ژوزفوس، منبع کلیدی شورش، فرماندهی دفاع را بر عهده داشت و پس از سقوط شهر، طرف را تغییر داد.
شهر یودفت پس از یک محاصره ۴۷وزه سقوط کرد،  که ژوزفوس، که رهبری دفاع از آن را بر عهده داشت، با جزئیات بسیار مستند آن را ثبت کرد. زمانی که رومیان شهر را به تصرف خود درآوردند، همه کسانی را که خود را نشان دادند قتل عام کردند و بقیه را در مخفیگاه شکار کردند.  ژوزفوس تخمین می زند که ۴۰۰۰۰ نفر جان خود را از دست دادند، اگرچه برآوردهای مدرن نشان می دهد که حدود ۲۰۰۰ نفر کشته شدند و ۱۲۰۰ زن و نوزاد اسیر شدند.  حفاری‌ها در یودفت حفری را کشف کردند که حاوی بقایای تقریباً بیست نفر از جمله مردان، زنان و کودکان بود که برخی از آنها شواهدی از مرگ‌های خشونت‌آمیز را نشان می‌داد.   این یافته، در کنار بقایای پراکنده در سراسر سایت، نشان می دهد که پس از ویرانی رومیان، بازماندگان یا یهودیان بازگشته استخوان های دفن نشده را جمع آوری کرده و در آب انبارها و غارها دفن کردند.  علاوه بر این، ده‌ها نوک پیکان و سنگ بالیستا در این مکان کشف شد. 
یوسفوس گزارش می دهد که به دنبال سقوط یودفت، او و ۴۰ نفر دیگر به یک گودال عمیق پناه بردند. وقتی کشف شدند، تصمیم گرفتند با قرعه کشی خودکشی کنند.  ژوزفوس پس از اینکه در میان دو بازمانده نهایی باقی ماند، ترجیح داد به جای خودکشی، تسلیم رومیان شود.  اندکی بعد، پس از ملاقات با وسپاسیان، ژوزفوس ظهور ژنرال به امپراتور را پیشگویی کرد، که باعث شد وسپاسیان به جای فرستادن او به نرون، جان او را نجات دهد.  پس از سقوط یودفت، وسپاسیان و تیتوس در قیصریه فیلیپی (پانیاس)، پایتخت آگریپا دوم، ۲۰ روز مهلت گرفتند.  
هنگامی که عملیات نظامی از سر گرفته شد، طبریه بدون مقاومت تسلیم رومیان شد.  جمعیت شهر که به دو دسته طرفدار شورش و طرفدار روم تقسیم شده بودند،   با نزدیک شدن به ارتش روم، گروه طرفدار روم غالب شدند.  در مقابل، Taricheae ، یک شهر بندری در شمال طبریه، دفاع شدیدی انجام داد اما در نهایت تسلیم شد. به گفته یوزفوس، ساکنان بومی Tarichae در ابتدا نمی خواستند بجنگند، اما هجوم بیگانگان به شهر پس از یک شکست قاطع در خارج از دیوارها برای مقاومت مصمم تر شد.   پس از سقوط آن، شورشیان بازمانده به دریای جلیل رفتند و رومیان را درگیر درگیری‌های دریایی کردند که منجر به خسارات سنگین برای یهودیان شد.  جوزفوس گزارش می دهد که ۶۷۰۰ نفر در Taricheae کشته شدند و دریاچه را با خون و اجسام شناور قرمز رنگ کرد.  پس از آن، وسپاسیان زندانیان محلی را از "خارجی ها" که مسئول تحریک شورش بودند جدا کرد. آنها مجبور شدند در مسیر محافظت شده به طبریه حرکت کنند، جایی که در استادیوم شهر،۱۲۰۰ نفر اعدام شدند.  طبق گزارش ها، شش هزار مرد جوان برای کار در کانال کورنت در یونان فرستاده شدند،   برخی به عنوان هدیه به آگریپا دوم داده شدند و ۳۰۴۰۰ نفر به بردگی فروخته شدند.  
لشکرکشی رومیان سپس به گاملا ، شهری مستحکم روی دماغه سنگی شیب دار در جولان جنوبی منتقل شد.   بخشی از قلمرو آگریپا دوم، این شهر در ابتدا به رم وفادار بود، اما بعداً وفاداری خود را تغییر داد و سکه های شورش خود را ضرب کرد.   ژوزفوس که ادعا می‌کردن شهر را دیوار کشیده است،  در واقع تنها به سرعت شکاف‌های بین سازه‌های موجود در امتداد محیط شهر را مهر و موم کرد.  او که اکنون به جای یک فرمانده، اسیر جنگی بود، رومی ها را همراهی کرد و محاصره را از نزدیک ثبت کرد.  یافته‌های باستان‌شناسی در این مکان شامل قطعات مختلف زره رومی، حدود ۱۰۰ پیچ منجنیق، تقریباً 1600 نوک پیکان و نزدیک به ۲۰۰۰ سنگ بالیستا است.   کنیسه گاملا ظاهراً در طول جنگ تغییر کاربری داد و به پناهگاهی برای افراد آواره تبدیل شد، همانطور که با وجود شومینه ها، دیگ های آشپزی و کوزه های ذخیره سازی در نزدیکی دیوار شمالی آن مشخص شد. این اشیاء در زیر سنگ های بالیستا رومی دفن شده اند.  با وجود تلفات سنگین رومیان، شهر در نهایت در اکتبر ۶۷ پس از محاصره تسخیر شد و هرگز اسکان داده نشد.   به گفته یوزفوس، تنها دو زن از این حمله جان سالم به در بردند و بقیه یا خود را به دره انداختند یا توسط رومیان کشته شدند. 
رومیان نیز قلعه را در کوه تابور تصرف کردند.  در گوش هالاو ، شهری در گالیله علیا ،  رهبر شورشیان جان گیشالا تلاش کرد تا در مورد تسلیم مذاکره کند، اما در عوض در طی یک مهلت کوتاه شبات که توسط تیتوس اعطا شد، با پیروانش گریخت. وقتی تیتوس بازگشت، شهر تسلیم رومیان شدند . 
در سال ۶۸، مقاومت یهودیان در شمال سرکوب شد و وسپاسیان قیصریه ماریتیما را مقر خود کرد و به طور روشمند به پاکسازی خط ساحلی کشور پرداخت و از رویارویی مستقیم با شورشیان در اورشلیم اجتناب کرد. بر اساس اعداد مشکوک یوسفوس، تخمین زده شده است که غلبه روم بر جلیل منجر به کشته شدن ۱۰۰۰۰۰یهودی ها یا فروخته شدن به بردگی شد.  

## جنگ داخلی در اورشلیم
در حالی که رومیان لشکری میکردن و خود را پیش می بردند، اورشلیم در حالت آشوب و خشونت فرو رفت. مخالفان دولت میانه‌رو، زیلوت‌ها بودند، که به جنبش قبلی که توسط العازار بن حنانیا، کشیشی که قربانی‌های امپراتور را متوقف کرده بود، ادامه دادند. اگرچه سرنوشت الازار نامشخص است، اما رهبری در میان زیلوت ها اکنون چهره هایی مانند الازار بن سیمون را در کنار دیگران نشان می دهد. متعصبان به دنبال سرنگونی دولت میانه‌رو بودند و متحدی در جان گیشالا یافتند که احتمالاً در پاییز ۶۷ پس از میلاد با پیروانش از جلیل وارد شد.  زیلوت ها شخصیت های برجسته شهر را به اتهام توطئه با رومیانانهارو  دستگیر و متعاقبا اعدام کردند.  آنها همچنین کنترل معبد را به دست گرفتند و روش سنتی انتخاب کاهنان اعظم از خانواده های کشیش اشرافی را لغو کردند. در عوض، یک کاهن اعظم جدید، فانیاس بن ساموئل ، به قید قرعه انتخاب شد.  به گفته یوزفوس، فانیاس هم فاقد تبار کاهنان اعظم بود و هم از این مقام آگاهی نداشت.  این اقدامات حاکی از آن است که شورشیان نه تنها هدفشان سرنگونی حکومت روم، بلکه ایجاد یک دگرگونی انقلابی در ساختارهای اجتماعی و اقتصادی حکومت یهودی ها  بود. 

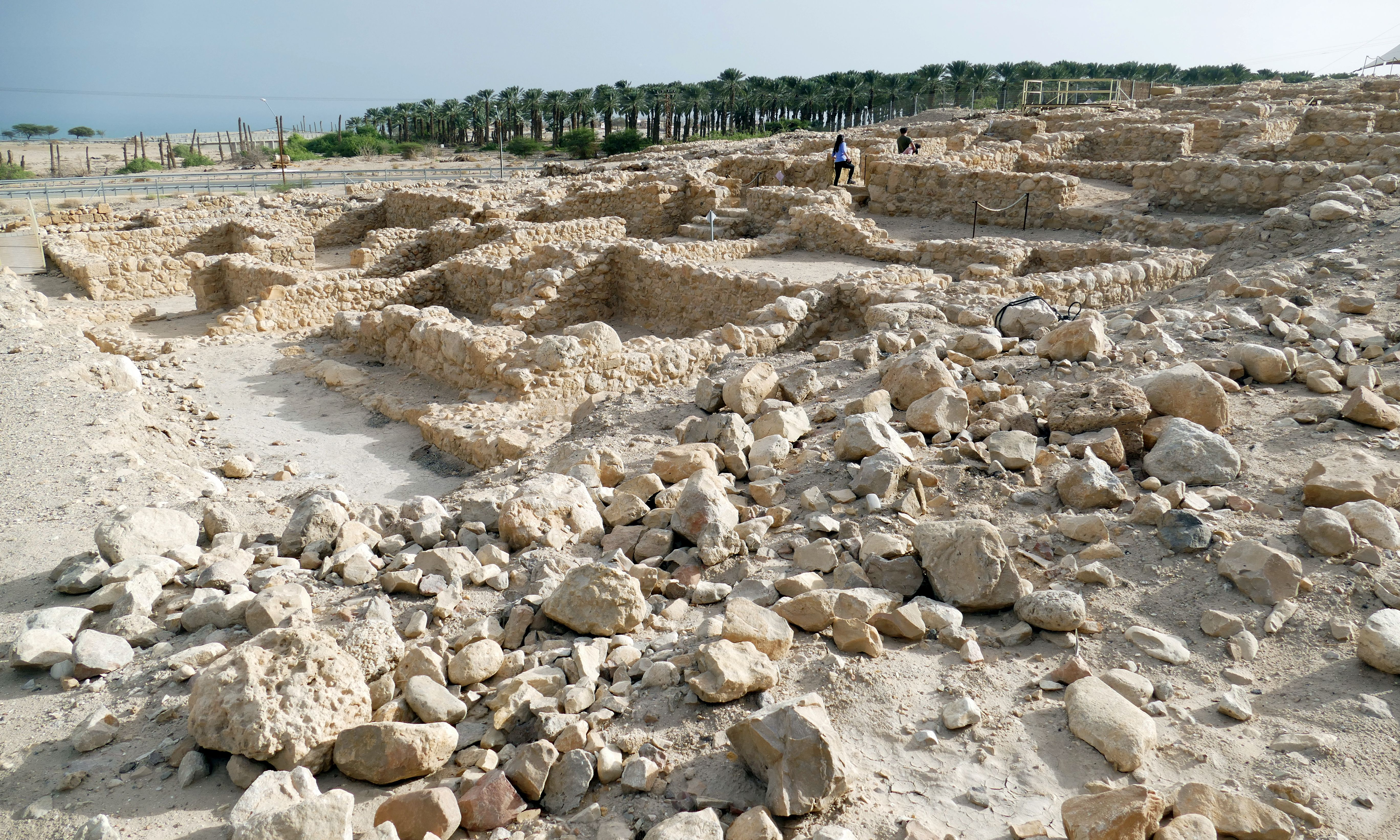
روستای یهودی ثروتمند عین گدی ، واقع در نزدیکی دریای مرده، توسط سیکاری از ماسادا غارت و ویران شد.

آنانوس پسره انانوس، رهبر میانه روها، به دنبال سرکوب متعصبان بود. در یک گردهمایی عمومی، او مردم را به خاطر تحمل جنایات قبلی محکوم کرد و متعصبان را به بردگی شهر و هتک حرمت معبد متهم کرد.  سخنرانی او مردم را برانگیخت و از او خواستند آنها را رهبری کند. هنگامی که او یک نیرو را سازماندهی کرد، Zealots با اطلاع از آمادگی ها، ضد حمله ای را آغاز کردند.  تعداد برتر میانه‌روها در نهایت زیلوت‌ها را مجبور کرد تا به پناهگاه داخلی معبد عقب‌نشینی کنند، جایی که خود را مستحکم کردند که شکست نخورن. 
جان گیشالا به زیلوت ها گفت که آنانوس مردم را متقاعد کرده است که شهر را به وسپاسیان تسلیم کنند و به آنها توصیه کرد که به دنبال حمایت خارجی باشند.  در پاسخ، زیلوت ها از ادومیان ، مردمی در جنوب یهودیه که پس از تسخیر توسط هاسمونیان به یهودیت گرویده بودند، دعوت کردند.  ادومیان به سرعت وارد شدند و با کمک غیورانی که دروازه ها را زیر پوشش طوفانی گشودند، در اوایل سال ۶۸ وارد اورشلیم شدند  Zealots و Idumaeans حمله وحشیانه ای را به مدافعان شهر آغاز کردند و بسیاری از آنها در خواب کشته شدند یا تحت تأثیر تعداد بالای مهاجمان قرار گرفتند. ادومایی‌ها که هیچ رحمی نشان نمی‌دادند، هم مدافعان و هم دعاکنندگان را سلاخی کردند، در حالی که آنانوس بن عنانوس و یوشع بن گاملا دستگیر، کشته شدند و مورد بی‌حرمتی قرار گرفتند و اجساد آنها بر خلاف عرف یهودیان دفن نشدند.  نیجر از پریا، یک فرمانده برجسته شورشیان، و جوزف بن گوریون ، یک رهبر میانه رو نیز به قتل رسیدند.  زیلوت ها دادگاه های ویژه ای را برای محاکمه متهمان خیانت تشکیل دادند.  اکثر اَدومی ها سرانجام تصمیم گرفتند اورشلیم را ترکخیلی زود  کنند. 
روستای یهودی ثروتمند عین گدی ، واقع در نزدیکی دریای مرده، توسط سیکاری از ماسادا غارت و ویران شد.:
در طول عید پسح ، سیکاری ها از ماسادا فرود آمدند و به روستای ثروتمند عین گدی در ساحل جنوب غربی دریای مرده حمله کردند.  آنها قبل از بازگشت به قلعه ۷۰۰ زن و کودک را کشتند، خانه ها را غارت و خراب کردند و محصولات کشاورزی را تصرف کردند.  حملات مشابهی به روستاهای مجاور منطقه را ویران کرد و نیروهای تازه نفس را به هدف خود جذب کرد. 

## لشکرکشی وسپاسیان در یهودی ها
در ژانویه ۶۸، رهبران گادارا در پریا هیئتی را به وسپاسیان فرستادند و پیشنهاد تسلیم شهر را دادند. با پیشروی وسپاسیان، مخالفان کاپیتولاسیون، شهروند برجسته ای را کشتند که آنها را مسئول تسلیم می دانستند، سپس فرار کردند، در حالی که شهروندان باقی مانده دیوارهای شهر را برچیدند و به رومی ها اجازه ورود و ایجاد پادگانی را دادند.  سپس وسپاسیان به قیصریه بازگشتن. در همین حال، فراریان تلاش کردند تا در نزدیکی بتن‌نابریس حمایت کنند، اما توسط نیروهای رومی شکست خوردند. بازماندگانی که به دنبال پناهندگی در اریحا بودند، در نزدیکی رودخانه اردن قتل عام شدند، جایی که طبق گزارش ها بیش از ۱۵۰۰۰ نفر کشته شدند و بسیاری غرق شدند یا اسیر شدند. 
در بهار سال ۶۸، وسپاسیان کارزاری روشمند را برای تسخیر شهرها و روستاهای منتهی به اورشلیم به راه انداخت.  او تصمیم گرفت تا محاصره شهر را به تعویق بیندازد و به گروه های یهودی داخل اجازه دهد تا در حالی که منتظر برداشت محصول بهار بودند تا تدارکات لازم را جمع آوری باید بکنند ، یکدیگر را بیشتر تضعیف کنند.  پس از تصرف آنتی پاتریس،  وسپاسیان و ارتشش پیشروی کردند و شهرهای مجاور را سوزاندند و ویران کردند. آنها ناحیه ثمنه را کاهش دادند و سپس به لیدا و یاونه (جمنیه) رفتند که توسط جمعیت های تسلیم شده ساکن شدند.  سپس وسپاسیان به Emmaus لشکری کرد و  کشید، جایی که اردوگاهی ایجاد کرد و لژیون پنجم را تا آوریل ۶۸ مستقر کرد.  از آنجا، او به Bethleptepha پیشروی کرد، منطقه و بخش هایی از Idumaea را سوزاند، قبل از اینکه Betabris و Caphartoba را تصرف کرد، طبق گزارش ها بیش از ۱۰۰۰۰ نفر را کشت و ۱۰۰۰ اسیر را گرفت.  سپس وسپاسیان به امائوس بازگشت، از مابارتا در ساماریا (بعداً فلاویا نئاپولیس ) گذشت و در ماه مه تا ژوئن ۶۸ در کره اردو زد  پس از آن، او به سوی جریکو پیشروی کرد و در آنجا با نیروی رومی که پره آ را تصرف کرد، با او روبرو شد. بازماندگان لشکرکشی Peraean ابتدا به اریحا گریختند، اما با نزدیک شدن رومیان ترک کردند و شهر را خالی گذاشتند. یک پادگان رومی در جریکو و آدید در شرق لیدا تأسیس شد. 
وسپاسیان از دریای مرده بازدید کرد و در آنجا آزمایشی را برای آزمایش شناوری آب های شور آن با پرتاب افرادی که نمی توانستند با دست های بسته به داخل دریاچه شنا کنند، انجام داد.  اعتقاد بر این است که در همین زمان، جامعه فرقه‌ای در قمران ، که معمولاً با اسن‌ها مرتبط بود،  ویران شد،   و متعاقباً این مکان توسط نیروهای رومی پادگان شد.  برخی از اعضای جامعه قمران و امکانش هست که   به شورشیان در مساده پیوسته باشند.  به دنبال آن، لوسیوس آنیوس به گراسا فرستاده شد (احتمالاً یک اشتباه متنی برای Gezer )، جایی که پس از تصرف شهر، بسیاری از مردان جوان را اعدام کرد، زنان و کودکان را به بردگی گرفت، خانه‌ها را غارت و سوزاند، و روستاهای اطراف را ویران کرد و کسانی را که می‌توانستند سلاخی کرد. 
در خارج از اورشلیم، سیمون بار گیورا قدرت یافت و نفوذ خود را بر یهودی ها و ادومیه گسترش داد. او بردگان ثروتمند و آزاد را غارت کرد و به پیروان خود وعده هدایایی داد.  حملات او در شمال یهودی ها  باعث شد تا نیروهایش را به سمت جنوب بچرخاند، جایی که او یک ارتش غیرتمند را شکست داد.  او سپس با یک نیروی ادومایی یک تساوی خونین انجام داد.  شمعون سپس به نائین عقب نشینی کرد و برای حمله به ادومیه آماده شد.  او در Teqoa اردو زد و تلاش نافرجامی برای تصرف هرودیوم انجام داد.  در اردوگاه خود در آلوروس ، ایدوماییان افسری را برای ارزیابی ارتش سایمون فرستادند، اما او با اغراق در قدرت سیمون و متقاعد کردن آنها به تسلیم بدون جنگ، به آنها خیانت کرد. هنگامی که سیمون نزدیک شد، نیروهای ایدومی قبل از وقوع هر جنگی پراکنده شدند.  موفقیت‌های بعدی شمعون در ایدومیا، از جمله فتح الخلیل ،  ترسی را در زیلوت‌ها ایجاد کرد که به او کمین کردند. هنگامی که آنها همسر شمعون را گرفتند، او با شکنجه مردم پاسخ داد و تهدید کرد که دیوارهای اورشلیم را ویران خواهد کرد مگر اینکه او بازگردانده شود.  متعصبان اطاعت کردند و سیمون پس از تامین امنیت همسرش، مهلت کوتاهی از مبارزات خود گرفت. 

## با مرگ نرون، سیمون وارد اورشلیم شد و وقفه گرفت
Year of the Four Emperors.jpg

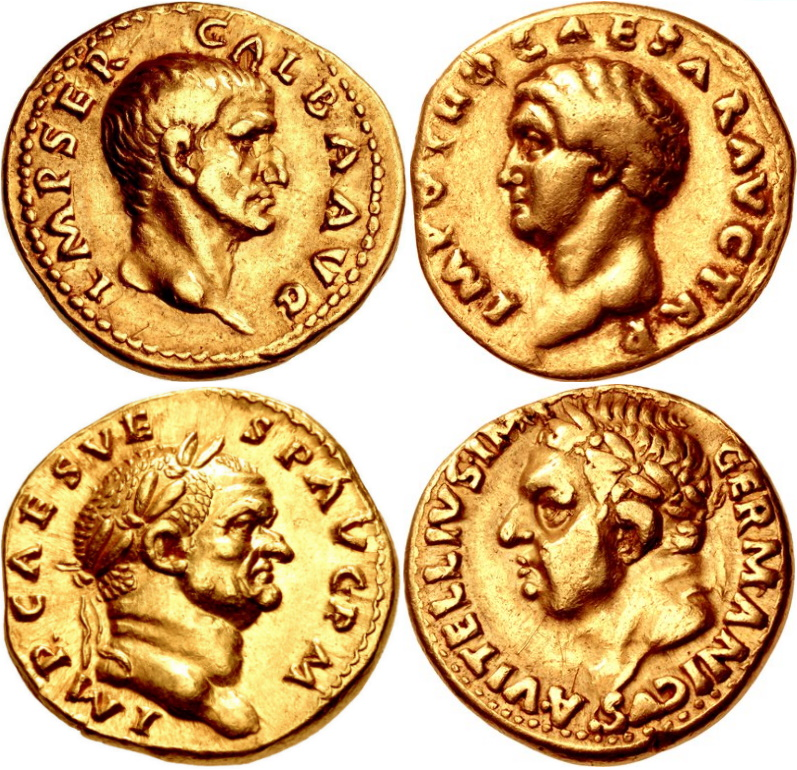
سکه های سال چهار امپراتور. پس از مرگ نرون در ژوئن ۶۸، حدود یک سال تأخیر رخ داد که طی آن وسپاسیان یهودیه را ترک کرد تا تاج و تخت امپراتوری را به چالش بکشد.

در حالی که جنگ در یهودیه در جریان بود، حوادث بزرگی در روم رخ می داد. در اواسط سال ۶۸، رفتار نامنظم و فزاینده نرو سرانجام همه حمایت او را از موقعیت خود از دست داد. سنای روم ، گارد پراتورین و چندین فرمانده برجسته ارتش برای برکناری او توطئه کردند. هنگامی که سنا نرون را دشمن مردم اعلام کرد، او از رم گریخت و با کمک یک منشی در 9 ژوئن خودکشی کرد  امپراتور تازه نصب شده گالبا پس از اینکه تنها چند ماه در قدرت بود توسط حامیان رقیب خود، اوتو ،   به قتل رسید و جنگ داخلی برای جانشینی امپراتوری به راه شروع کردن .

در آوریل ۶۹، رقبای جان گیسکالا دروازه های اورشلیم را به روی سیمون بن گیورا گشودند.  در این زمان، متعصبان از جلیل خانه های ثروتمندان را غارت کردند، مردان را به قتل رساندند و به زنان تجاوز میکردند.  به دنبال این اقدامات، طبق گزارش ها، آنها شروع به اتخاذ لباس و رفتار زنان کردند، همانطور که ژوزفوس اشاره می کند، هم زیور آلات و هم از امیال آنها را تقلید می کردند و در آنچه او به عنوان "لذت های غیرقانونی" توصیف می کند، شرکت می کردند.  کسانی که قصد فرار از شهر را از دست زیلوت ها داشتند توسط سیمون و پیروانش در خارج از دیوارها کشته شدند.  به محض ورود به اورشلیم، سیمون کنترل بخش‌های قابل توجهی از شهر را به دست آورد، اما نتوانست جان را که کنترل کوه معبد و اطراف آن را حفظ کرده بود، از آنجا خارج کند.  به گفته یوزفوس، شهر در یک جنگ داخلی سه جانبه غرق شده بود و هر جناحی به دیگران آسیب می رساند. تاسیتوس این روایت را تأیید می کند و اشاره می کند که شهر بین سه ژنرال و سه ارتش تقسیم شده است.  

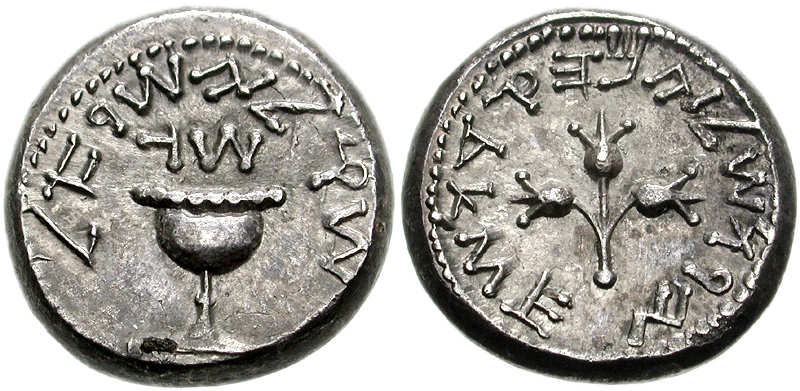
سکه ای که توسط شورشیان در سال ۶۸ صادر شد، به الفبای عبری سرخپوشان توجه کنید. جلو : " شکل ، اسرائیل. سال ۳ عکس : "اورشلیم مقدس"

در اواخر ژوئن ۶۹، وسپاسیان به سمت جنوب شرقی حرکت کرد تا حکومت‌های گوفنا و آکرابتا را تحت سلطه خود درآورد، پیش از تصرف شهرهای بیت‌ل و افرایم ، و پادگان‌های رومی را نصب کرد.  او سپس به دیوارهای اورشلیم نزدیک شد، بسیاری را کشت و عده ای دیگر را اسیر کرد، که نشان دهنده نزدیک ترین نزدیکی او به شهر بود.  در همین حال، Cerialis لشکرکشی به زمین سوخته را در شمال Idumaea رهبری کرد، کاپترا را سوزاند، کافارابیس را تصرف کرد، و هبرون را پس گرفت، جایی که رومیان ساکنان آن را سلاخی کردند و شهر را ویران کردند . 
در ۱ ژوئیه ۶۹ پس از میلاد، وسپاسیان ابتدا در مصر،  سپس توسط لشکریان در شام و سرانجام در سراسر شرق امپراتور اعلام شد.  ژوزفوس که ظهور وسپاسیان به قدرت را پیش بینی کرده بود، از زنجیر او رها شد.    عملیات نظامی در یهودیه متوقف شد زیرا وسپاسیان برای حفظ موقعیت خود به اسکندریه و بعداً به رم سفر کرد.  فرماندهی جنگ توسط شورایی در بریتوس به تیتوس پسر وسپاسیان سپرده شد.  در دسامبر ۶۹، ویتلیوس مرد،  و وسپاسیان رسماً به عنوان امپراتوری در زمستان ۶۹/۷۰ شناخته شد. 

## محاصره اورشلیم

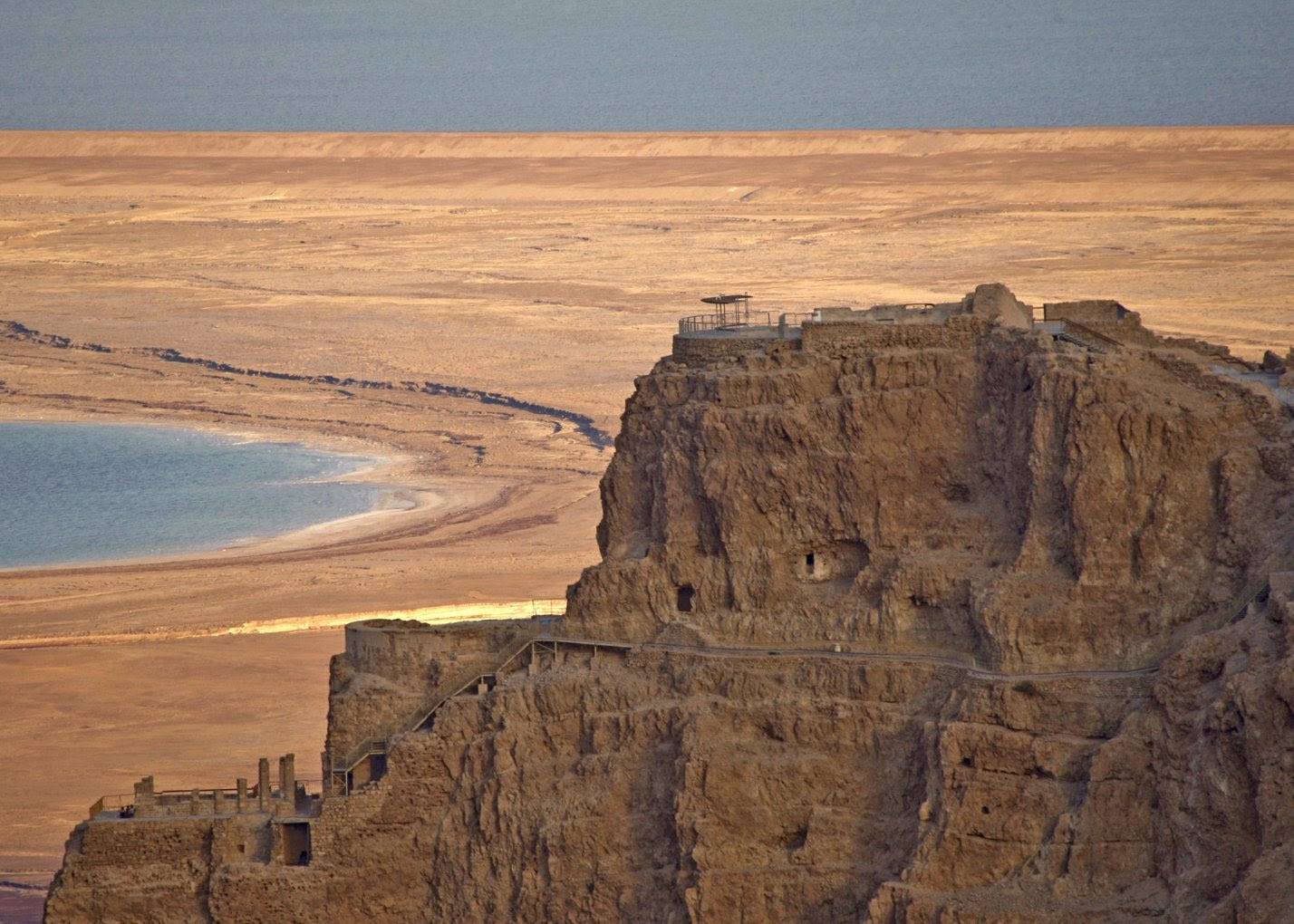
ماسادا ، قلعه ای در سواحل جنوب غربی دریای مرده ، نقطه پایانی شورش را نشان داد و پس از محاصره در سال ۷۳ یا ۷۴ پس از میلاد به دست لوسیوس فلاویوس سیلوا افتاد.

## پیش درآمد
```````

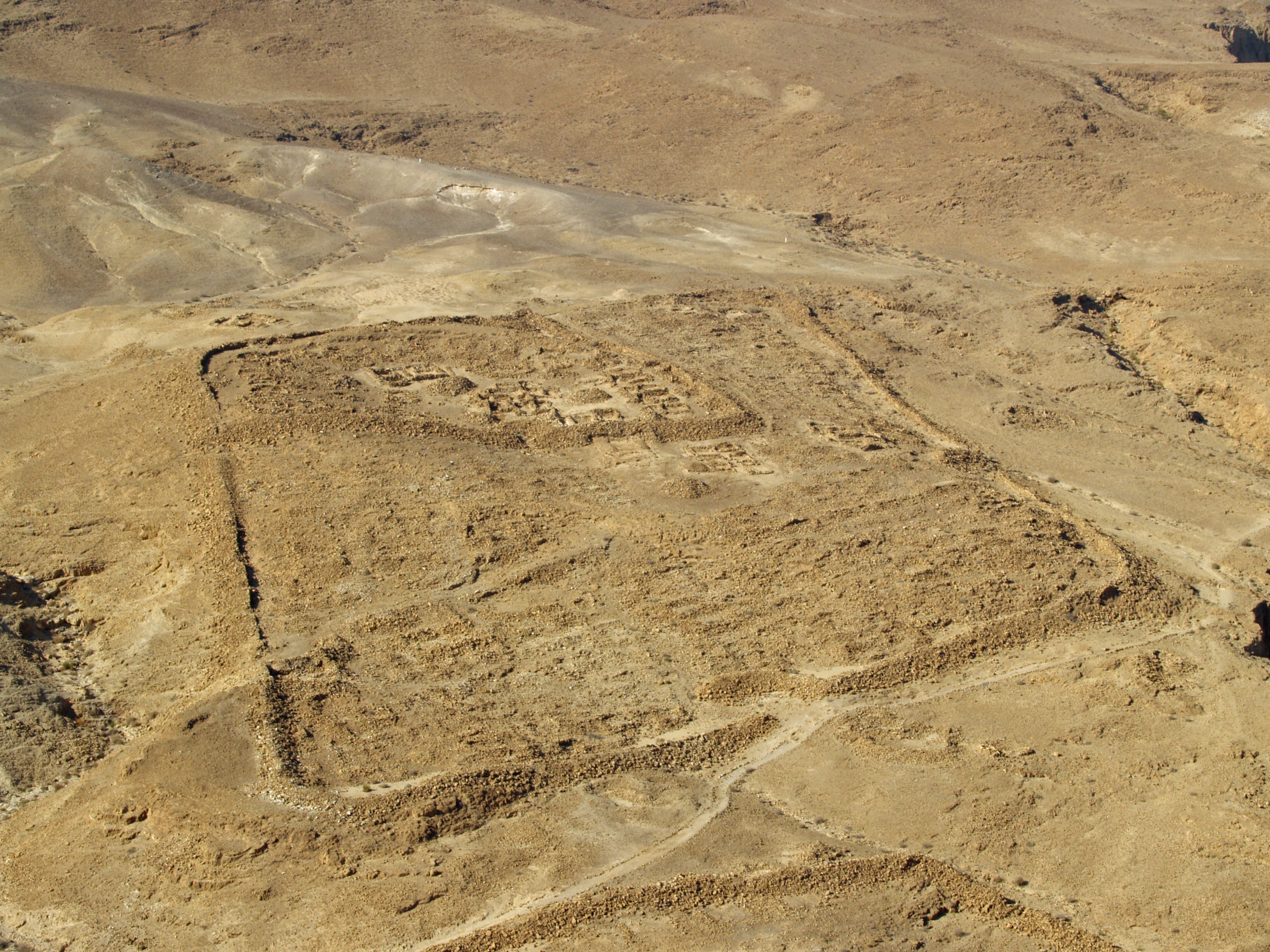
بقایای یکی از چندین اردوگاه لژیونر در ماسادا، درست در خارج از دیوار اطراف در پایین تصویر

در زمستان ۶۹/۷۰، تیتوس از اسکندریه بازگشت و قیصریه را به عنوان پایگاه اصلی خود تأسیس کرد.  تیبریوس جولیوس الکساندر به عنوان نفر دوم او خدمت می کرد.  نیروهای تیتوس شامل لژیون‌هایی بودند که قبلاً توسط Vespasian فرماندهی می‌شود - V Macedonica، X Fretensis و XV Apollinaris - به همراه XII Fulminata که در سال۶۶ پس از میلاد شکست خورده بودند.  پشتیبانی اضافی از گروه‌های لژیون سوم Cyrenaica و XXII Deiotariana از مصر، بیست cohortes پیاده، هشت سواره alae ، نیروهای نامنظم سوری، و نیروهای کمکی از پادشاهان وابسته به آن‌ها بود. به گفته تاسیتوس، «نیروی نیرومندی از اعراب» که به دلیل دشمنی دیرینه با یهودیان هدایت می شود، نیز به این کارزار پیوست.  این نیروی ترکیبی که حداقل ۴۸۲۰۰سرباز تخمین زده می شود،  به طور قابل توجهی بزرگتر از نیرویی بود که برای تهاجم رومیان به بریتانیا در سال ۴۳ پس از میلاد مستقر شد. 
Sextus Vettulenus Cerialis Legio V Macedonica را از طریق Emmaus به سمت جنوب به سمت اورشلیم هدایت کردن ، در حالی که A. Larcius Lepidus Sulpicianus با Legio X Fretensis از غرب از طریق جریکو نزدیک شد.  نیروی اصلی تیتوس از طریق سامره تا ژوفنا، ۱۳ مایل (۲۱ کیلومتر) شمال اورشلیم.  پس از استراحت در گفنا، نیروهای تیتوس در «دره خارها» در نزدیکی جبعه ، در سه مایلی اورشلیم، اردو زدند. 

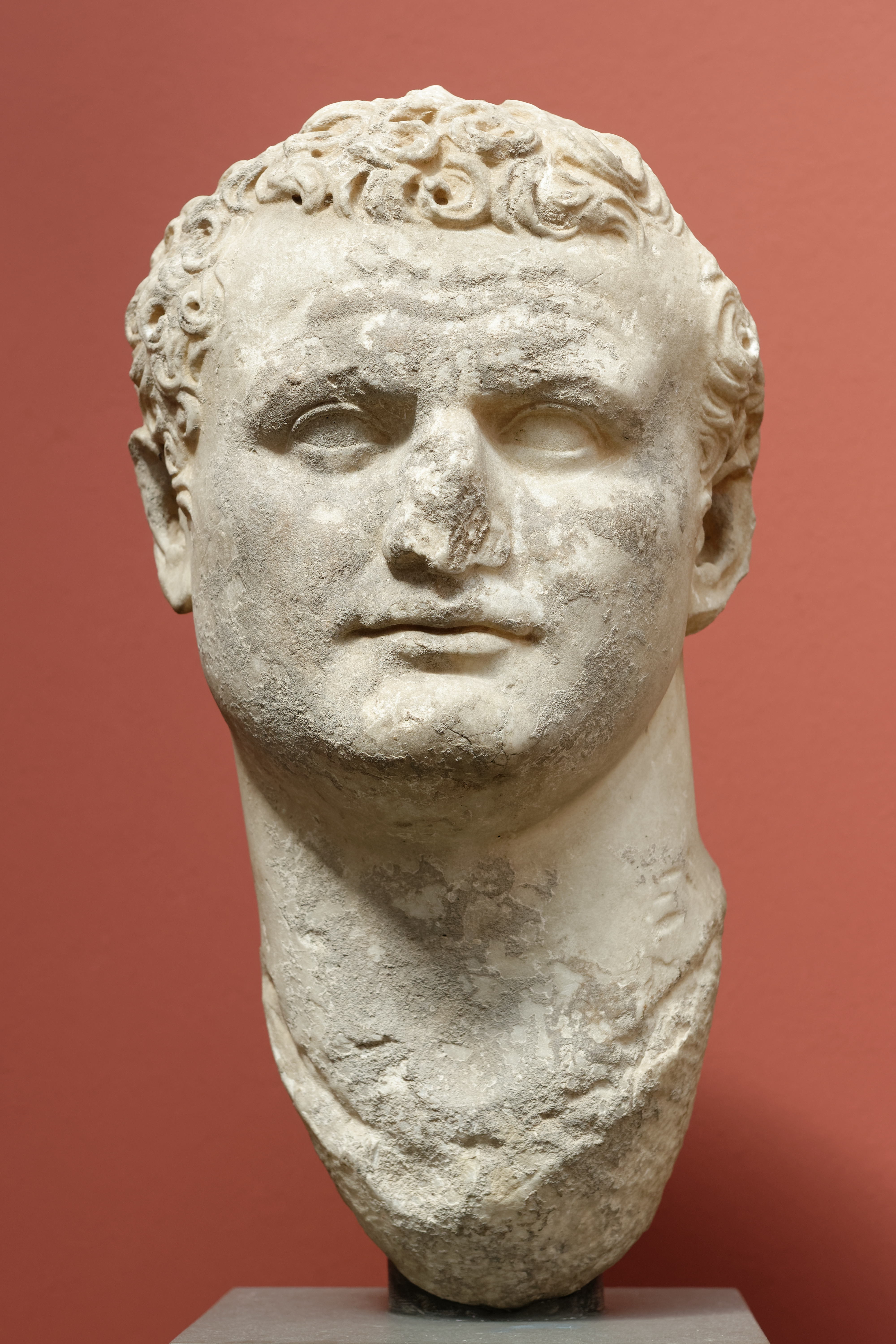
در زمستان ۶۹/۷۰، تیتوس ، پسر وسپاسیان، با ارتشی متشکل از ۵۰۰۰۰ سرباز به یهودیه بازگشت و محاصره اورشلیم را آغاز کرد.

در آستانه محاصره، بیت المقدس تقریباً ۱۷۰ هکتار (۴۲۰ جریب فرنگی) وسعت داشت  و طبق یک تخمین، جمعیتی در حدود ۸۰۰۰۰ نفر خیلی زیادی داشت،  اگرچه تخمین ها به طور گسترده از ۲۵۰۰۰ تا بیش از ۱۵۰۰۰۰ متغیر است.  تاسیتوس می نویسد که تعداد کسانی که در اورشلیم محاصره شده بودند کمتر از ۶۰۰۰۰۰نفر نبودند، مردان و زنان در هر سنی به طور یکسان درگیر مقاومت مسلحانه بودند، هرکسی که می توانست سلاح به دست بگیرد این کار را انجام می داد، و اینکه هر دو جنس عزم مساوی نشان دادند و مرگ را بر ترجیح دادند. زندگی ای که شامل اخراج از کشورشان بود.  جوزفوس تعداد محاصره شدگان را نزدیک به یک میلیون نفر می داند. بسیاری از زائران مهاجر یهودی که از جنگ منصرف نشده بودند، برای حضور در معبد در طول عید فصح به اورشلیم سفر کرده بودند، در طول محاصره در اورشلیم به دام افتادند. 
در همان زمان، درگیری های درونی در اورشلیم ادامه یافت.  در این دوره، جان گیسکالا و زیلوت ها کوه معبد را کنترل می کردند. الازار بن شمعون که از جناح جان جدا شد، در صحن داخلی معبد مستحکم شد و انبارهای هدایای خوراکی معبد را در دست گرفت.  جان از پایین حمله کرد، در حالی که نیروهای سیمون بار گیورا، که شهر بالا و پایین را در دست داشتند، به موقعیت جان حمله کردند.  هر دو طرف به توپخانه متوسل شدند و تلفات سنگینی از جمله کشیشان و نمازگزاران وارد کردند.  ذخایر غذای خشک انباشته شده عمداً توسط زیلوت ها سوزانده شد تا مدافعان را وادار به جنگ علیه محاصره کنند، به جای مذاکره صلح. در نتیجه بسیاری از ساکنان شهر و سربازان در طول محاصره از گرسنگی جان باختند.

## محاصره
تیتوس یک ماموریت شناسایی خطرناک را با ۶۰۰ سواره نظام برای ارزیابی دفاع شمالی اورشلیم رهبری کرد که طی آن پس از قطع ارتباط با گروه اصلی خود، به سختی از کمین نیروهای شورشی فرار کرد.  کمی بعد، تیتوس به کوه اسکوپوس ، در شمال شرقی اورشلیم پیشروی کرد، جایی که اردوگاه‌هایی را برای لژیون‌های XII، XV و V ایجاد کرد  لژیون X بر روی کوه زیتون راه اندازی شد،  و در حین ساختن اردوگاه خود، تعدادی غیر مسلح، به طور غیرمنتظره ای مورد حمله شورشیان یهودی قرار گرفتند.  فقط مداخله شخصی تیتوس باعث نجات اوضاع شد و رومی ها موفق شدند مهاجمان را دفع کنند.  قبل از حمله به دیوار سوم، تیتوس شرایط صلح را پیشنهاد کرد، اما این پیشنهاد رد شد. تیتوس با انعکاس راهبردهای سناخریب ، نبوکدنصر دوم ، پومپیوس و هیرودیس ، برای حمله خود به شمال-شمال شرقی نگاه کرد . 
طی مکثی در جنگ بین رومیان و یهودیان در کوه زیتون، در شب اول عید فصح، نیروهای یوحنا به حیاط داخلی معبد نفوذ کردند و متعصبان را تحت سلطه خود درآوردند و آنها را تحت کنترل او درآوردند.  دو رهبر شورشیان، جان گیشالا و سیمون بار گیورا، تنها به خصومت ها پایان دادند و برای دفاع از شهر به نیروهای رومی پیوستند، زیرا رومی ها شروع به استفاده از قوچ های کتک زن بر روی دیوارها کردند.  سیمون به پیروان جان و الازار اجازه داد تا به نیروهای او بپیوندند و در آنجا به ماشین‌های رومی و توپخانه حمله کردند.  جان رهبری سیمون را پذیرفت و شهر را به مناطق تحت نفوذ تقسیم کرد: سیمون بر شهر بالا و پایین تسلط داشت، در حالی که جان بر کوه معبد و قلعه آنتونیا نظارت داشت.
پس از پانزده روز تلاش بیهوده یهودیان برای سوزاندن موتورهای محاصره رومی، قوچ کوبنده رومی سرانجام دیوار سوم اورشلیم را شکست و یهودیان را مجبور به عقب نشینی به دیوار دوم کرد.  محله جدید بزتا در ایار ۷۰ به دست رومیان افتاد. تیتوس نیروهای خود را برای حمله به دیوار دوم اورشلیم هدایت کرد. پس از پنج روز، قوچ کتک کاری رومی از بخش میانی دیوار عبور کرد، اما شکاف باریک حاصل، رومی ها را در کوچه های پرپیچ و خم شهر گرفتار کرد.  مدافعان یهودی با سوء استفاده از آشنایی با زادگاه خود، خسارات قابل توجهی به مهاجمان وارد کردند.  رومی ها که مجبور به عقب نشینی شدند، چهار روز بعد دوباره وارد این کارو  قسمت از شهر شدند و در نهایت بخش قابل توجهی از دیوار دوم را تخریب کردند. این رخنه به نیروی بزرگتری اجازه ورود داد و آنها را قادر ساخت تا این منطقه را تصرف کنند. 
تیتوس رمپ‌های محاصره‌ای در قلعه آنتونیا و برج‌های شهر بالا ساخت و از جنگ روانی نیز استفاده کرد.  او به مدت چهار روز قدرت نظامی روم را از طریق رژه سواره نظام و پیاده نظام با زره های صیقلی در حین دریافت دستمزد به نمایش گذاشت.  او همچنین پیشنهادهای صلح را از طریق یوسفوس که مردم را به «زبان اجدادی»شان، احتمالاً عبری یا احتمالاً آرامی خطاب می‌کرد، تجدید کرد.  یوسفوس استدلال کرد که رومی ها به مکان های مقدس یهودیان احترام می گذارند، در حالی که خود یهودیان در صدد نابودی آنها بودند، و او آنها را تشویق کرد که توبه کنند و تأکید کرد که خدا اکنون در سمت روم است.  هنگامی که درخواست او مورد تمسخر و حمله قرار گرفت، او تاریخ یهودیان را توضیح داد و نشان داد که فقط خدا می تواند یهودی ها  را از مخمصه آنها نجات دهد، اگرچه رفتار آنها در طول جنگ رحمت الهی را از دست داده است.  در داخل شهر، خشونت های داخلی ادامه یافت، با حمله گروه ها به افرادی که سعی در فرار داشتند و خانه های ثروتمندان را برای غذا غارت می کردند، اغلب با استفاده از شکنجه.  همزمان، نیروهای رومی، فراریان را در منظره دیوارهای شهر شکنجه و به صلیب کشیدند - در مواقعی در موقعیت‌های مختلف برای سرگرمی سربازان - که منجر به اعدام روزانه بیش از ۵۰۰ نفر شد که فضای موجود برای صلیب‌ها را پر می‌کرد و هدف آن ترساندن محاصره‌شدگان برای تسلیم بود.  بر اساس گزارش ها، نیروهای کمکی سوری و عرب، پناهندگان را در جستجوی اشیای قیمتی بلعیده شده، شکافته کردند . 
هفده روز پس از ماه سیوان ، عملیات محاصره رومیان از سر گرفته شد. جان گیسکالا با تضعیف موتورهای محاصره رومی در آنتونیا، حفر تونل در زیر آنها، و آتش زدن تکیه گاه ها مقابله کرد. این امر باعث فروریختن موتورهای محاصره شد.  در بخش غربی شهر، نیروهای جان تجهیزات محاصره رومی را نیز منهدم کردند.  رومیان با ساخت موتورهای جدید و محاصره اورشلیم با ۵ مایل (۸٫۰ کیلومتر) پاسخ دادند. دیوار دور گرد ساخته شده از سنگ برای مسدود کردن منابع و راه های فرار، بنا به گفته جوزفوس، طبق گزارشات، این کار تنها در سه روز به پایان می رسد.  برخی از مردم یا با پریدن از دیوارها و یا تظاهر به مبارزه با صخره ها برای تسلیم شدن به رومیان، اقدام به فرار از شهر کردند که خودشان ها نجات بدن . 
در داخل شهر محاصره شده، سایمون بار گیورا پاکسازی ها را تشدید کرد، نخبگان را اعدام کرد و سپس کسانی را که طرفدار تسلیم بودند. اجساد مثله شده آنها به بیرون از دیوارها ریخته شد.  یوحنا و پیروانش معبد را غارت کردند، ظروف مقدس را ذوب کردند، غذای مقدس مصرف کردند، و روغن و شراب مقدس را بین حامیان توزیع کردند.  گرسنگی بدتر شد، با افزایش سرسام‌آور قیمت غلات، مردم به جستجوی ضایعات در فاضلاب‌ها متوسل شدند و تعداد زیادی اجساد در خارج از شهر دور ریخته شدند.  پس از برپایی چهار رمپ محاصره علیه آنتونیا،  رومیان قلعه را شکستند و آن را تصرف کردند و متعاقباً توجه خود را به خود معبد معطوف کردند.  در ابتدا موفق شدند، توسط مدافعان یهودی دفع شدند.  به گفته یوزفوس، در۱۷ تموز ، قربانی روزانه معبد به دلیل کمبود کاهن یا بره متوقف شد.  مبارزان یهودی به حیاط معبد پناه بردند، در حالی که تیتوس، ناموفق، پیشنهادهای صلح را از طریق یوسفوس تجدید کرد.  برخی از اعضای کاهنان و طبقات بالا تسلیم شدند و توسط تیتوس به روستای گوفنا در شمال اورشلیم فرستاده شدند.    بعداً، در طول محاصره، به همراه ژوزفوس از آنها خواسته شد تا یهودیان خود را در شهر متقاعد کنند که تسلیم شوند. به گفته یوزفوس، این امر منجر به فرار تعداد زیادی به سوی رومیان شد.  
سپس رومی ها چهار رمپ ساختند که دفاعیات معبد را هدف قرار می داد.  مدافعان یهودی چندین استوایی را که معبد را به آنتونیا متصل می‌کردند به آتش کشیدند تا مانع دسترسی رومیان شوند، در حالی که رومی‌ها یکی دیگر از استوانه‌های مجاور را سوزاندند.  قحطی بدتر شد و ژوزفوس داستان زنی ثروتمند از ماوراءالنهر به نام ماریا را بازگو می کند که پس از غارت شدن توسط شورشیان، پسرش را کشت و خورد و حتی شورشیان را وقتی که بقایای خود را به آنها تقدیم کرد شوکه کرد.  پس از چندین روز تلاش ناموفق برای شکستن سنگ‌های معبد با قوچ‌های ضربتی، رومی‌ها دروازه‌ها و رواق‌های اطراف آن را آتش زدند.  مدافعان یهودی به دادگاه داخلی عقب نشینی کردند. در این مرحله، تیتوس فرماندهان خود را برای تصمیم گیری در مورد سرنوشت معبد دعوت کرد.  یوسفوس می نویسد که تیتوس پس از مشورت با افسران خود و با وجود نظرات متفاوت، تصمیم گرفت معبد را حفظ کند تا از تخریب چنین اثر بزرگی جلوگیری کند و در عوض آن را به عنوان زینت حکومت روم حفظ کند.   محققان مدرن به طور کلی به گزارش یوسفوس، همراه با ادعای او مبنی بر اینکه تیتوس به دنبال نجات معبد از سوختن بود، با شک و تردید می نگرند.  مورخ مسیحی قرن چهارم، سولپیسیوس سوروس ، احتمالاً از تاسیتوس استفاده می‌کند (اگرچه این موضوع مورد مناقشه است  )، گزارشی متضاد ارائه می‌دهد و ادعا می‌کند که تیتوس دستور تخریب معبد را برای ریشه‌کن کردن ادیان یهودی ها  و مسیحیان صادر کرد.  

## تخریب معبد

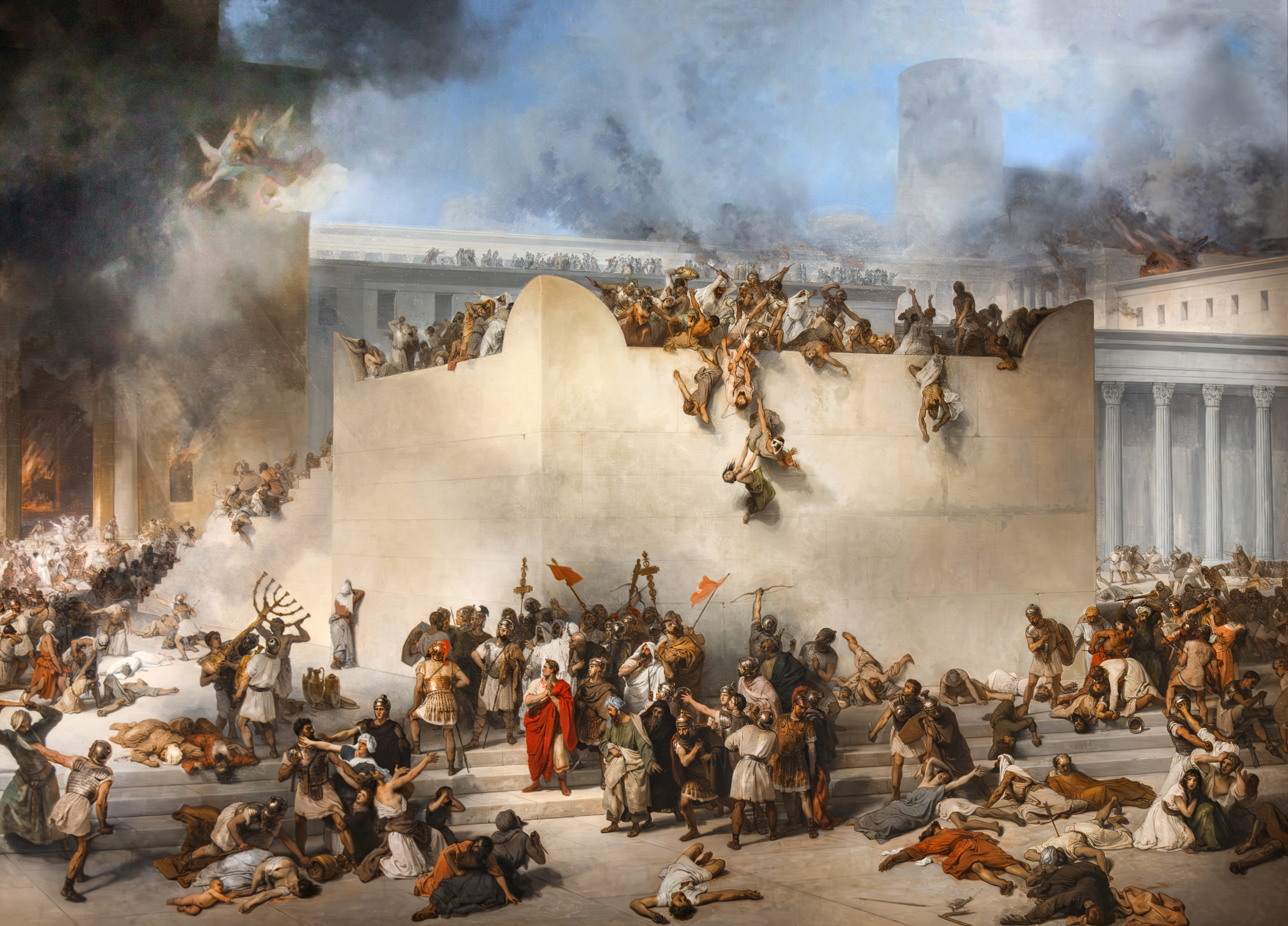
تخریب معبد اورشلیم، نقاشی فرانچسکو هایز ، ۱۸۶۷:

در روز هشتم ماه آو ، نیروهای رومی به محوطه بیرونی معبد نفوذ کردند.  به گفته یوزفوس، در دهم آو، یک سرباز رومی یک تکه چوب در حال سوختن را به داخل اتاقک شمالی پرتاب کرد و آتشی را شعله ور کرد که در نهایت تمام ساختار معبد را فرا گرفت.    یوسفوس می نویسد که تیتوس سعی کرد جلوی آتش زدن معبد را بگیرد.  او از خواب بیدار شد، با عجله به معبد رفت و علامت داد که آتش خاموش شود. با این حال، در میان هرج و مرج، سربازان او یا نشنیدند یا دستورات او را نادیده گرفتند و حتی برخی دیگر را تشویق کردند تا بر شعله های آتش بیفزایند.  تیتوس و افسرانش وارد معبد شدند و heikhal و مقدسات را مشاهده کردند. او دوباره دستور خاموش كردن آتش را داد، اما سربازان كه از هرج و مرج، نفرت و طمع رانده شده بودند، او را نادیده گرفتند و به غارت و سوزاندن بنا ادامه دادند.  در عهد باستان، تخریب معابد هتک حرمت تلقی می‌شد، و برخی از محققان را بر آن داشت که جوزفوس به دنبال تبرئه تیتوس بود. با این وجود، گودمن استدلال کرده است که روایت یوسفوس می تواند قابل قبول باشد، به ویژه با توجه به دشواری مهار آتش در گرمای شدید اورشلیم در طول تابستان.  سایر محققان با استناد به بیانیه فوق الذکر از سولپیسیوس سوروس، در کنار وصیت نامه های یافت شده در والریوس فلاکوس و تلمود بابلی، روایت یوسفوس را رد می کنند که همچنین نشان می دهد تیتوس دستور تخریب معبد را صادر کرده است.  
با سوختن معبد، هرج و مرج در حیاط آن به وقوع پیوست. ژوزفوس شرح می دهد که چگونه برخی از کشیشان که از دیدن معبدی که در شعله های آتش گرفته غرق اندوه و ناامیدی شده بودند، به داخل آتش پریدند.  کاسیوس دیو نقل می کند که با سوختن معبد و شکست اجتناب ناپذیر، بسیاری از یهودیان خودکشی را انتخاب کردند و آن را نوعی پیروزی و رستگاری برای مردن در کنار معبد می دانستند.   سربازان رومی غارت می‌کردند و بی‌تفاوت می‌کشتند، بدون توجه به اینکه آیا افراد التماس می‌کنند یا در برابر پیشروی‌شان مقاومت می‌کنند.  در یک مقطع، تقریباً ۶۰۰۰ یهودی ها، از جمله زنان و کودکان فقیر، به ستونی در محوطه بیرونی پناه بردند. رومیان ساختمان را به آتش کشیدند و همه از بین رفتند.  ژوزفوس این تراژدی را به «پیامبران دروغین» نسبت می دهد که مردم را ترغیب می کردند تا از کوه معبد بالا بروند و ادعا می کردند که این کار باعث نجات می شود.  رومی‌ها متعاقباً رواق‌ها و دروازه‌های باقی‌مانده را سوزاندند،   و پیروزی خود را با قرار دادن استانداردهای خود در نزدیکی دروازه شرقی تضمین کردند.  
با تخریب مجموعه معبد، رومیان به طور سیستماتیک شروع به تخریب اورشلیم کردند.  تیتوس پیشنهادات سیمون بار گیورا و جان گیسکالا را برای ترک شهر به سوی صحرا رد کرد و در عوض دستور داد بخش‌های وسیعی از اورشلیم از جمله آکرا ، اوفل ، اتاق شورای سنهدرین را با تخریب و آتش‌سوزی نابود کنند. کاخ های آدیابنی  به زودی، کل شهر پایین که تا حوض سیلوام امتداد داشت نیز به آتش کشیده شد. 
در ۲۰ آو، رومی ها به شهر بالا حمله کردند. ایدومیان به دنبال آشتی با تیتوس بودند. برخی توسط سیمون کشته و دستگیر شدند.  در این زمان، یک کشیش و خزانه دار معبد اسیر شده، گنجینه های مختلف معبد از جمله چراغدان های طلایی، میزها، ظروف مقدس، لباس های کشیش، لباس ها و ادویه ها را به رومیان تسلیم کردند.  در عرض هجده روز، رومی‌ها رمپ محاصره خود را تکمیل کردند، و یهودیان را وادار کرد تا به مخفیگاه‌های زیرزمینی فرار کنند، در حالی که سربازان بی‌رویه مردم را در خیابان‌ها و خانه‌ها قتلو زجره زیادی به انها میدادند
به گفته یوزفوس، که شاهد این ویرانی بود، تیتوس تنها از سه برج کاخ هیرودیس برای نشان دادن عظمت سابق شهر و دیوار غربی ها برای محافظت از پادگان رومی که در آنجا مستقر بود، چشم پوشی کرد. بقیه شهر، از جمله معبد، به طور سیستماتیک با خاک یکسان شد.   
سوابق باستان شناسی با این گزارش مطابقت دارد و شواهدی از تخریب و سوزاندن گسترده در سراسر اورشلیم به سال ۷۰ پس از میلاد نشان می دهد.  خسارت آتش سوزی گسترده ساختمان های مسکونی شهر بالا و اوفل را ویران کرد.  استخر سیلوام و سیستم زهکشی شهر با گل و لای مسدود شد و از کار افتاد.  در پایه دیوارهای کوه معبد، سنگ‌ها و قلوه سنگ‌های بزرگی که رومی‌ها در جریان تخریب مجموعه معبد سرنگون کرده‌اند، کشف شده‌اند.  در نزدیکی بخش جنوبی دیوار غربی ، سنگ های عظیمی از مجموعه معبد کشف شد که در خیابان هیرودین که در کنار دیوار قرار دارد، پرتاب شده بودند و چیزی نمانده بود. 

## عواقب
پس از سقوط اورشلیم، تیتوس به افراد خود دستور داد که فقط مخالفان مسلح را بکشند، اما بسیاری از زندانیان پیر و ضعیف بر خلاف دستور او کشته شدند.  بازماندگان جوانتر در کوه معبد محبوس شدند، جایی که سرنوشت آنها مشخص شد: شورشیان و راهزنان اعدام شدند، بلندقدترین و خوش تیپ ترین ها برای پیروزی تیتوس در رم انتخاب شدند، زندانیان بالای ۱۷ سال در زنجیر به مصر فرستاده شدند، بسیاری از آنها در سراسر مصر توزیع شدند. امپراتوری برای اعدام با شمشیر یا حیوانات وحشی ، و افراد زیر ۱۷ سال به بردگی فروخته شدند.  گرسنگی جان بسیاری را در اسارت گرفت، در حالی که ژوزفوس ادعا کرد که چندین آشنا را نجات داده است.  رومی ها تونل های زیرزمینی را جست و جو کردند، بازماندگان را کشتند و اجساد کسانی را که از گرسنگی گرسنگی گرفته بودند یا یکدیگر را کشته بودند و به غارت مشغول بودند، کشف کردند.  به گفته یوسبیوس ، وسپاسیان دستور حذف تمامی اعضای سلسله داوودی یافت شده را با هدف از بین بردن هر گونه اثری از تبار سلطنتی بالقوه یهودی صادر کرد.  
جان گیسکالا زنده ظاهر شد، تسلیم شد و به حبس ابد محکوم شد.  سایمون بار گیورا پس از اینکه او و همراهانش در یک گذرگاه زیرزمینی پنهان شده بودند، گرفتار شد و غذا کم شد. او در محل معبد ویران شده ظاهر شد، با لباسی سفید و مانتو بنفش.  ترنتیوس روفوس او را دستگیر و نزد تیتوس در قیصریه فرستاد. 
پس از سقوط اورشلیم، تیتوس به قیصریه فیلیپی سفر کرد و در آنجا نمایش هایی را با حضور اسیران جنگ، از جمله اعدام توسط حیوانات وحشی و نبردهای گلادیاتوری، به نمایش گذاشت. او بعداً تولد برادرش را در قیصریه جشن گرفت، جایی که ۲۵۰۰ اسیر یهودی ها در بازی‌های گلادیاتوری و نبرد با حیوانات کشته شدند،   و اسیران بیشتری در جشن تولد وسپاسیان در بریتوس اعدام شدند.  گنجینه های معبد، از جمله منورا و سفره نان حضور خدا ، در طول راهپیمایی پیروزی تیتوس در تابستان۷۱در خیابان های رم رژه رفتند، همراه با صدها زندانی یهودی که در زنجیر رژه رفتند، از جمله سیمون بار گیورا. ، که سپس اعدام شد.  پس از سقوط اورشلیم، برخی از قیام ها همچنان در مکان های منزوی در یهودیه ادامه داشت. رومی ها عملیاتی را برای سرکوب این گروه های باقی مانده از مقاومت آغاز کردند که تا اواخر ۷۳/۷۴ بعد از میلاد ادامه یافت.

## آخرین سنگره
87776
در بهار سال ۷۱ پس از میلاد، تیتوس عازم رم شد و سه پایگاه شورشیان را که هنوز تحت کنترل یهودیان باقی ماندند: هرودیوم و ماسادا در صحرای یهودیه و ماخائروس در پره .   سکستوس لوسیلیوس باسوس ، نماینده تازه منصوب شده یهودیه، وظیفه داشت این مراکز نهایی مقاومت را تصرف کند.  باسوس ابتدا هرودیوم را قبل از عبور از اردن تصرف کرد تا ماخائروس را که یک قلعه بسیار مستحکم در بالای تپه در نزدیکی دریای مرده است به تصرف خود درآورد.  سپس ماخائروس در معرض محاصره رومی قرار گرفت که شامل ساختن یک دیوار دور، اردوگاه‌های محاصره کوچک و یک رمپ حمله ناقص بود که آثاری از آن هنوز وجود دارد.  شورشیان سرانجام پس از اینکه رومی‌ها الازار، یکی از شورشیان را دستگیر کردند، تسلیم شدند.  سپس باسوس تقریباً ۳۰۰۰ شورشی به رهبری یهودا بن آری را در جنگل جردس در نزدیکی دریای مرده تعقیب کرد و به سرعت آنها را شکست داد.  با این حال، باسوس قبل از تکمیل مبارزات انتخاباتی خود به دلایل نامشخص درگذشت. 
لوسیوس فلاویوس سیلوا جانشین باسوس شد و محاصره ماسادا را در سال‌های ۷۲–۷۳ یا ۷۳–۷۴ پس از میلاد هدایت کرد،    با استقرار Legio X Fretensis و نیروهای کمکی - در مجموع حدود ۸۰۰۰ سرباز.  پس از اینکه مدافعان حاضر به تسلیم نشدند، سیلوا اردوگاه‌های محاصره‌ای و دیواری در اطراف قلعه به همراه یک رمپ محاصره ایجاد کرد، ویژگی‌هایی که در بین بهترین نمونه‌های حفظ شده از محاصره رومی امروزی قابل مشاهده هستند.   این محاصره در فصل زمستان بین دو تا شش ماه به طول انجامید.  به گفته یوزفوس، پس از شکستن دیوار بیرونی توسط رومیان، مدافعان یک استحکامات داخلی ساختند. هنگامی که آشکار شد که این دیوار نیز فرو می ریزد، الازار بن یایر، رهبر شورشیان، سخنرانی ای ایراد کرد و از خودکشی دسته جمعی دفاع کرد.  او استدلال می کرد که این عمل آزادی آنها را حفظ می کند، آنها را از بردگی در امان می دارد و دشمنانشان را از پیروزی نهایی محروم می کند.   شورشیان با متقاعد شدن از سخنان او، نقشه را اجرا کردند و هر مرد قبل از اینکه جان خود را بگیرد، خانواده خود را کشت.  هنگامی که رومی ها وارد قلعه شدند، متوجه شدند که ۹۶۰ نفر از ۹۶۷ نفر خودکشی کرده اند. تنها دو زن و پنج کودک زنده ماندند که خود را در یک مخزن مخفی کرده بودند.    کار باستان‌شناسی در ماسادا یازده استراکا (یکی از آنها حاوی نام بن یایر بود که احتمالاً برای تعیین ترتیب خودکشی استفاده می‌شد)، بیست و پنج اسکلت از مدافعان، و ساختارهای مذهبی، از جمله حمام‌های آیینی و کنیسه را کشف کرد.  این یافته‌ها، در کنار بقایای محاصره رومی، روایت یوسفوس از محاصره را تأیید می‌کند، اگرچه تاریخی بودن روایت او در مورد خودکشی جمعی همچنان موضوع بحث‌های علمی است.   
تلاش رومیان در ماسادا، به کارگیری منابع عظیم و نبوغ مهندسی برای از بین بردن یک جیب کوچک مقاومت در یک قلعه بیابانی منزوی که اهمیت استراتژیک ندارد، ممکن است به عنوان پیامی برای کسانی باشد که به شورش فکر می کنند: رومی ها بی وقفه شورشیان را تعقیب و سرکوب می کنند. حتی با هزینه گزاف، برای از بین بردن هر اثری از مقاومت.  ماسادا تا اوایل قرن دوم بعد از میلاد در پادگان سربازان رومی باقی ماند و شواهد باستان شناسی از جمله اسناد را پشت سر گذاشت. 

## ویرانی و آوارگی در یهودی ها
سرکوب شورش رومیان تأثیر جمعیتی عمیقی بر یهودیان یهودی ها داشت. بسیاری از آنها به دلیل که  نبردها، محاصره ها و قحطی از بین رفتند، در حالی که شهرها، شهرک ها و روستاها در سراسر منطقه درجات مختلفی از ویرانی را متحمل شدند. در طول جنگ، اورشلیم - که توسط پلینی بزرگتر در دهه ۷۰ به عنوان "مشهورترین شهر شرق و نه فقط یهودیه"   ستایش می شد، به طور سیستماتیک ویران شد.   هم گزارش های تاریخی و هم شواهد باستان شناسی این ویرانی را تایید می کنند.  تاسیتوس ، مورخ رومی، هنگام توصیف محاصره اورشلیم، می‌گوید: «شنیده‌ایم که تعداد کل محاصره‌شدگان از هر عصر و هر دو جنس ششصد هزار نفر بوده است. [...] هم مردان و هم زنان عزم یکسانی از خود نشان دادند. و اگر مجبور به تغییر خانه می شدند، از زندگی بیشتر از مرگ می ترسیدند.»  این نشان می دهد که محاصره شدگان انتظار داشتند کسانی که از محاصره جان سالم به در برده اند آواره شوند. 
جوزفوس ادعا کرد که ۱.۱ میلیون نفر در طول محاصره اورشلیم جان خود را از دست دادند، از جمله بسیاری از کسانی که هنگام بازدید از عید فصح در شهر به دام افتاده بودند. اما محققان مدرن این رقم را رد می کنند. ست شوارتز استدلال می کند که غیرقابل قبول است، و کل جمعیت یهودیه را حدود یک میلیون نفر تخمین می زند که نیمی از آنها یهودی هستند، و به بقای جوامع یهودی قابل توجه در منطقه پس از جنگ اشاره می کند.  گای مک‌لین راجرز پیشنهاد می‌کند که ژوزفوس برای چاپلوسی از فلاویان، تعداد تلفات را در اورشلیم ۲۰۰۰۰ تا ۳۰۰۰۰ تخمین زده است.  چارلز لزلی موریسون پیشنهاد می‌کند که رقم ۱.۱ میلیونی ممکن است به مجموع تلفات جنگ اشاره داشته باشد نه فقط در اورشلیم، اما تأکید می‌کند که این همچنان حدس و گمان است.  با این حال، گزارش ژوزفوس از ۹۷۰۰۰ اسیر در طول جنگ به طور گسترده توسط محققان به عنوان قابل اعتماد پذیرفته شده است.   راجرز این قابلیت اطمینان را به شیوه رومی ها در ثبت تعداد برده های فروخته شده پس از جنگ هایشان نسبت می دهد.  شوارتز موافق است و اشاره می کند که این نشان می دهد که بخش قابل توجهی از جمعیت یا از کشور اخراج شده اند یا حداقل آواره شده اند. 
ویرانی در سراسر یهودی ها نابرابر بود.  یهودی ها به ویژه در کوه های یهود شدیدترین ویرانی ها را تجربه کرد.  در مقابل، شهرهایی مانند لود ، یاونه و اطراف آنها نسبتاً دست نخورده باقی ماندند.  در جلیل، Tarichaea (احتمالاً Magdala ) و Gabara ویران شدند، اما Sepphoris و Tiberias با رومیان آشتی کردند و از آسیب بزرگی در امان ماندند.  شهرهای مختلط شاهد از بین رفتن جمعیت یهودی خود بودند و تأثیر آن به بخش هایی از ماوراء اردن نیز کشیده شدوند . 
موشه دیوید هر تخمین می زند که یک چهارم جمعیت یهودی یهودی ها در جریان شورش کشته شدند. این مرگ‌ها ناشی از نبردهای رومی، درگیری‌های داخلی، قحطی، طاعون و قتل‌عام غیریهودیان در شهرهای مختلط بود.  به‌علاوه، هر تخمین می‌زند که یک دهم جمعیت توسط رومی‌ها اسیر شده‌اند و بسیاری با رفتارهای خشن، اعدام یا کار اجباری مواجه شده‌اند.  مردان جوان قوی مجبور به نبردهای گلادیاتوری در استادیوم ها و سیرک های سراسر امپراتوری شدند، در حالی که دیگران به فاحشه خانه ها فرستاده شدند یا به عنوان برده فروخته شدند و اکثریت آنها در خارج از کشور به پایان رسیدن.  به طور کلی، هر نتیجه می گیرد که یک سوم از جمعیت یهودی یهودی ها به طور موثر پاک شده است . 
با وجود تلفات سنگین و ویرانی معبد، زندگی یهودیان در یهودی ها به رشد خود ادامه داد.  با این حال، ادامه نارضایتی از حکومت روم در نهایت به شورش بار کوخبا در سال های ۱۳۲-۱۳۶ به اوج خود رسید که منجر به نابودی و تخلیه یهودیه شد. 

## پیامدهای اقتصادی و اجتماعی
این قیام عملاً به استقلال سیاسی و اجتماعی محدود یهودیان تحت حاکمیت روم پایان داد.  پیامدهای اجتماعی جنگ عمیق بود و منجر به ناپدید شدن کامل یا از دست دادن موقعیت کل اقشار اجتماعی شد. بیشترین تأثیر را طبقاتی بودند که از نزدیک با اورشلیم و معبد مرتبط بودند. الیگارشی اشرافی متشکل از خانواده های کاهنان اعظم و وابستگان آنها که از نفوذ سیاسی، اجتماعی و اقتصادی قابل توجهی برخوردار بودند و ثروت زیادی جمع آوری می کردند، دچار فروپاشی کامل شد.  با ناپدید شدن کاهنان اعظم و سنهدرین، خلاء رهبری قابل توجهی پدید آمد.  موشه و دیوید آبرباخ استدلال کردند که در پی سرکوب شورش، یهودیان، «که عمدتاً از پایگاه های سرزمینی، اجتماعی و سیاسی ناسیونالیسم خود محروم بودند»، مجبور شدند «هویت و امید بقای خود را نه بر اساس سیاسی، بلکه بر اساس فرهنگی و قدرت اخلاقی." 
این شورش بر محیط اقتصادی و اجتماعی یهودی ها و همچنین تا حدی بر جهان یهودی به طور کلی تأثیر گذاشت. با هجوم زائران و ثروت از امپراتوری های روم و اشکانی ، که ثروت عظیمی را در اورشلیم متمرکز کردند، معبد دوم تا قرن اول به یک اقتصاد عظیم تبدیل شد، اما تخریب شهر و معبد به این امر پایان داد. علاوه بر این، به گفته یوزفوس و دیگر محققان، رومیان تمام زمین های یهودی یا تمام زمین هایی را که در اختیار یهودیانی بود که در قیام شرکت کرده بودند مصادره و به حراج گذاشتند.  یوسفوس گزارش می دهد که در سال ۷۰ پس از میلاد، رومیان اموال یهودیان در یهودی ها را برای فروش مجدد تصرف کردند. محققان بر این باورند که این مصادره عمدتاً حامیان شورش را تحت تأثیر قرار داد که بسیاری از آنها مالکان زمین در یهودی ها بودند.  نخلستان های خرما و بلسان جریکو و ان گدی، همراه با دیگر «زمین های سلطنتی» سنتی، در املاک شخصی وسپاسیان گنجانده شدند.  بسیاری از بازماندگان به عنوان کشاورزان مستاجر در زمین هایی که توسط روم تصرف شده بود، کار کردند. 

## تحمیل Fiscus Judaicus

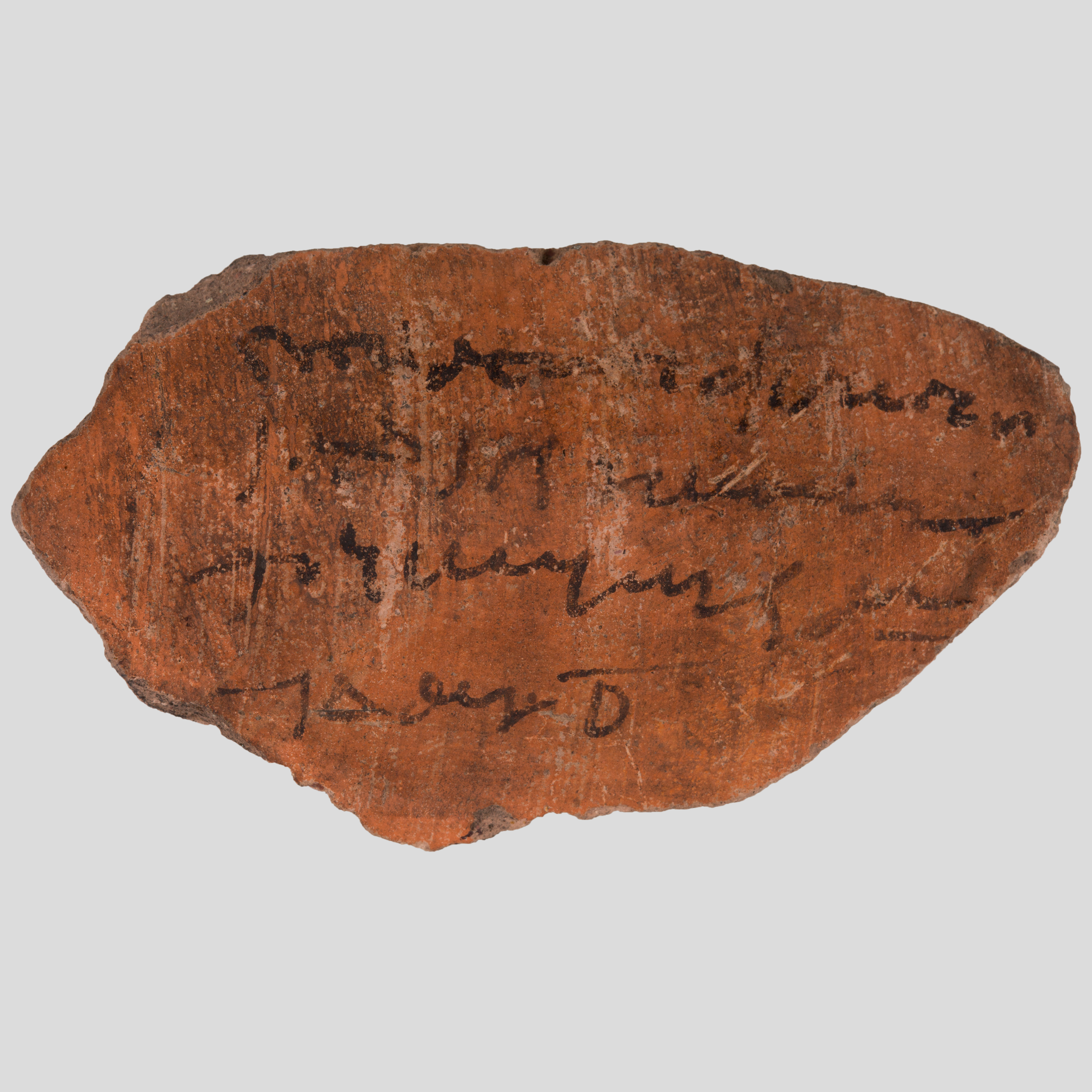
پس از شورش، مالیات جدیدی به نام Fiscus Judaicus توسط رومیان بر تمامی یهودیان سراسر امپراتوری وضع شد. تصویر رسید پرداختی از ادفو به تاریخ ۱۱۰ پس از میلاد است:

پس از تخریب معبد اورشلیم، رومیان مالیات جدیدی به نام Fiscus Judaicus وضع کردند. ، بر تمام یهودیان در سراسر امپراتوری.   این مالیات یهودیان را ملزم به پرداخت سالانه دو درهم می کرد که جایگزین نیم مثقال maḥatzit ha-sheqel شد. قبلاً به معبد اهدا شده بود. این بودجه به بازسازی و نگهداری معبد مشتری Capitolinus در رم، که در طول جنگ داخلی سال ۶۹ پس از میلاد ویران شده بود، هدایت شد.     با گذشت زمان، مالیات به مالیات گسترده‌تری بر یهودیان تبدیل شد و به طور ضمنی همه یهودیان - چه در یهودیه و چه در دیاسپورا - را مسئول شورش می‌دانست، حتی اگر بیشتر آنها هیچ نقشی در درگیری نداشتند.  همانطور که سوتونیوس اشاره کرد، در زمان دومیتیان ، اجرای مالیات حتی شدیدتر شد.    شواهد Fiscus Judaicus در رسیدهای یافت شده در مصر با سوابق مربوط به سالهای  ۷۰ تا ۱۱۶ پس از میلاد نگهداری می شود. این مالیات در مصر در جریان شورش دیاسپورا متوقف شد، که منجر به سرکوب گسترده و نابودی تقریباً کامل یهودیان مصر شد. 

## ایجاد پادگان ها و مستعمرات رومی

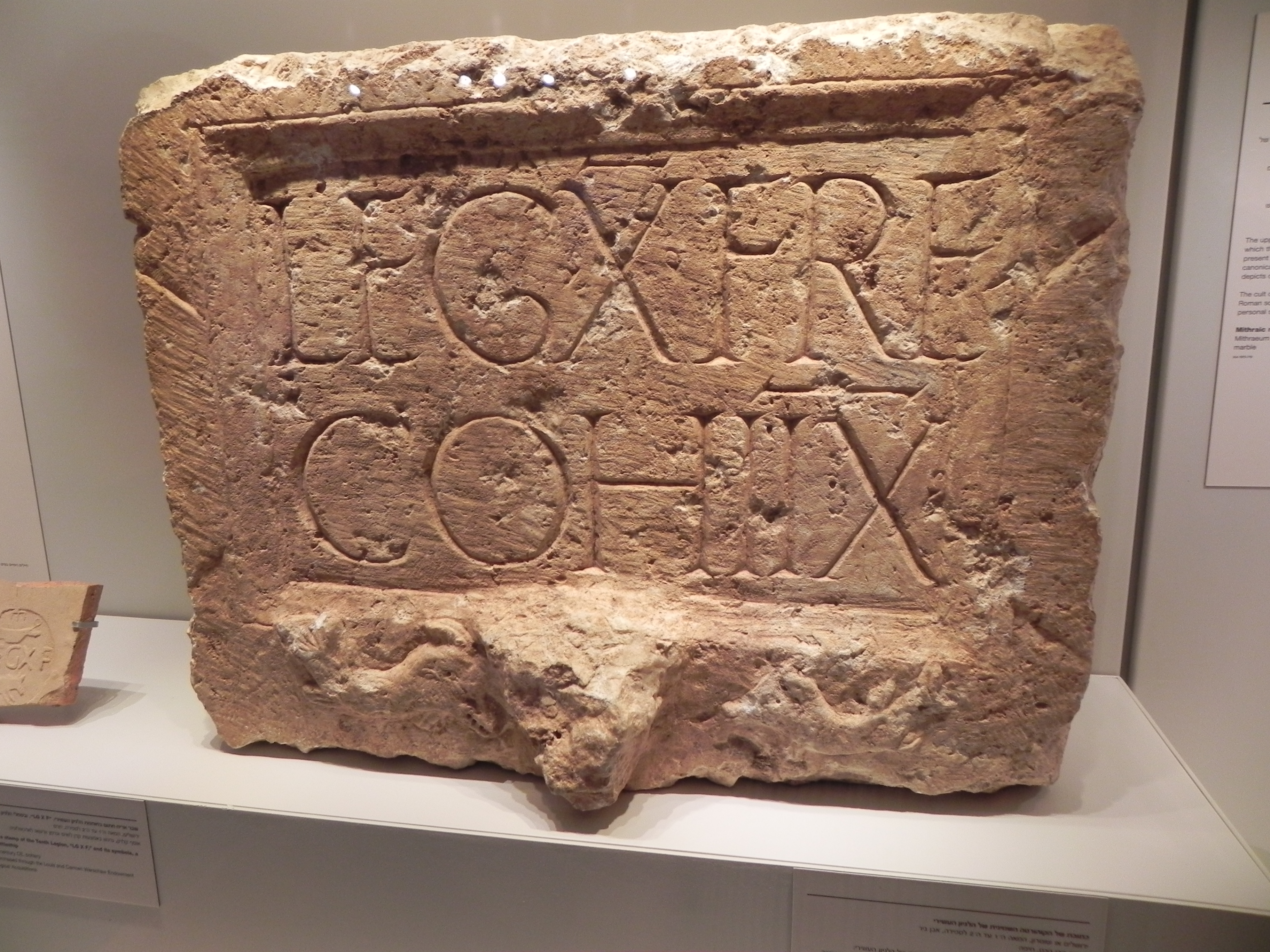
کتیبه‌ای به Legio X Fretensis ، لژیونی که در جنگ، از جمله محاصره اورشلیم و ماسادا، شرکت کرد و متعاقباً بر روی خرابه‌های شهر مستقر شد، جایی که برای نزدیک به دو قرن باقی ماند.:

پس از شورش، ویرانه‌های اورشلیم توسط Legio X Fretensis که نزدیک به دو قرن در آنجا مستقر بود، نگه‌داری شد.   همراه با لژیون، نیروهای رومی شامل alae سواره نظام و cohortes پیاده نظام بودند.  تنها تعداد کمی از یهودیان در منطقه اورشلیم باقی ماندند، در حالی که امپراتور کنترل زمین را به دست گرفت، که توسط شبه مستأجران کار می شد، و پلینی بزرگ از حومه اطراف آن به عنوان توپارکی اورین یاد کرد.  این حضور نظامی چشمگیر باعث تغییر در ساختار اداری استان شد که مستلزم انتصاب فرماندار بود ( legatus Augusti pro praetoreاز درجه پراتورین سابق.   در اوایل قرن دوم، لژیون دیگری به یهودی ها منتقل شد، که قدرت نظامی روم را افزایش داد و نیاز به کنسول سابق برای نظارت بر استان داشت. 
شهروندان رومی، که بسیاری از آنها سربازان سابق بودند، خود را در یهودیه مستقر کردند.  وسپاسیان همچنین ۸۰۰ کهنه سرباز رومی را در موتزا اسکان داد که به یک شهرک رومی معروف به Colonia Amosa تبدیل شد. یا Colonia Emmaus.  او با اعطای وضعیت مستعمره به قیصریه، مرکز استان، کنترل روم بر استان را مستحکم کرد و آن را Colonia Prima Flavia Augusta Caesarensis تغییر نام داد. اسکان بسیاری از جانبازان در آنجا.   به گفته جان ملالاس وقایع نگار بیزانسی، یک اودئون بزرگ در شهر در محل یک کنیسه سابق با استفاده از غنایم شورش ساخته شد.   شهر بندری یافا ، که در طول جنگ ویران شده بود، بازسازی شد،  و شهر جدیدی به نام فلاویا نئاپولیس در ساماریتیس تأسیس شد و وضعیت شهر به آن اعطا شد.  

## در دیاسپورا
شورش یهودی ها تأثیر عمیقی بر روابط یهودی ها و رومیان گذاشت و منجر به لغو بسیاری از امتیازات شد.  پس از شورش، مقامات رومی تلاش‌های خود را برای سرکوب هرگونه قیام بالقوه در جوامع یهودی دیاسپورا تشدید کردند و افرادی را هدف قرار دادند که در مصر و سیرنائیکا [۳۱۰] به‌عنوان اغتشاشگر شناخته می‌شدند،  که هزاران پناهنده و شورشیان را از یهودیه جذب کرده بودند.  به گفته یوزفوس، گروهی از سیکاری به این مناطق گریختند، جایی که سعی کردند با اصرار به وفاداری به خدا به عنوان خداوند، شورش یهودیان را تحریک کنند و حتی در زیر شکنجه از پذیرفتن سزار به عنوان "ارباب" خودداری کردند.   در سال ۷۲ پس از میلاد، معبد یهودی ها در لئونتوپولیس - که دو قرن قبل از آن توسط اونیاس چهارم به دنبال از دست دادن مقام کشیشی او در اورشلیم تأسیس شد، توسط مقامات رومی بسته شد،    که نشان می‌دهد اکنون مؤسسات یهودی دیده می‌شوند. به عنوان منابع بالقوه شورش  در سال ۷۳ پس از میلاد، اشراف یهودی در سیرنائیکا قتل عام شدند، و در حالی که وسپاسیان مستقیماً این اقدام را نپذیرفت، تلویحاً با رفتار ملایمانه با فرماندار رومی مسئول آن را تأیید کرد. 
پس از سقوط اورشلیم، تیتوس در جنوب سوریه و یهودی ها «هزینه نمایش‌های گران‌قیمت را تأمین کرد و از اسیران یهودی به عنوان نمایشی برای نابودی خود استفاده کرد».   به گفته ناتانائل آندراده، این رویدادها در خدمت متحد کردن جمعیت‌های متنوع قومی و فرهنگی شهرهای یونان بود، در حالی که به طور همزمان یهودیانی را که تهدیدی برای سبک زندگی یونانی تلقی می‌شدند، به حاشیه راندند. علاوه بر این، این نمایش ها باعث شد که یونانیان رومیان را مدافعان خود در برابر قیام یهودیان بدانند.  به محض ورود به انطاکیه پس از پیروزی در اورشلیم، تیتوس با جمعیتی روبرو شد که خواستار اخراج یهودیان بودند. زمانی که در تئاتر در مقابل آنها حاضر شد، درخواست آنها را رد کرد. سپس جمعیت خواستار حذف امتیازات یهودی از کتیبه‌های عمومی شدند، اما تیتوس یک بار دیگر نپذیرفت.   جان ملالاس ، وقایع نگار بیزانسی قرن ششم، می نویسد که کنیسه ای در دافنه ، در نزدیکی انطاکیه، در طول جنگ ویران شد و وسپاسیان با یک تئاتر جایگزین شد، کتیبه ای که ادعا می کرد «از غنایم یهودیه» بنا شده است.   او همچنین دروازه‌ای از کروبیان را در انطاکیه توصیف می‌کند که توسط تیتوس از غنایم معبد ساخته شده است.  بر اساس زندگی آپولونیوس فیلوستراتوس ، تیتوس از پذیرفتن تاج گل پیروزی که توسط گروه های همسایه یهودی ها ارائه شده بود، خودداری کرد، به این دلیل که او فقط ابزار خشم الهی بوده است. 
ساموئل روکا می نویسد که در پی شورش، هزاران برده یهودی ها به شبه جزیره ایتالیا آورده شدند.  سنگ قبری از پوتئولی ، در نزدیکی ناپل ، از زنی اسیر از اورشلیم به نام کلودیا استر نام می برد که گمان می رود آستر از استر گرفته شده باشد.    شاعر رومی مارسیال به برده‌ای یهودی خود اشاره می‌کند که منشأ آن را «اورشلیم ویران شده در آتش» توصیف می‌کند.  برده‌های یهودی که پس از جنگ به ایتالیا آورده شده‌اند نیز با گرافیتی در پمپئی و مکان‌های دیگر در کامپانیا ، و همچنین احتمالاً توسط هابیناس ، شخصیتی که احتمالاً یهودی بوده است، در Satyricon پترونیوس نشان داده شده‌اند.  مشابه یوسفوس، سوابقی از یهودیان دیگری وجود دارد که nomen «فلاویوس» را دارند، که احتمالاً نشان دهنده تبار یهودیانی است که در جریان شورش دستگیر شده و متعاقباً آزاد شده اند. 
گلن باورسوک می نویسد که شورش و ویرانی اورشلیم یهودیان را به شبه جزیره عربستان آورد و منجر به ایجاد شهرک هایی در جنوب یمن، در امتداد سواحل حضرموت و به ویژه در شمال غربی حجاز ، به ویژه در یثرب (بعدها) شد. آنها نمایندگان برجسته توحید شدند  

## تحولات مذهبی

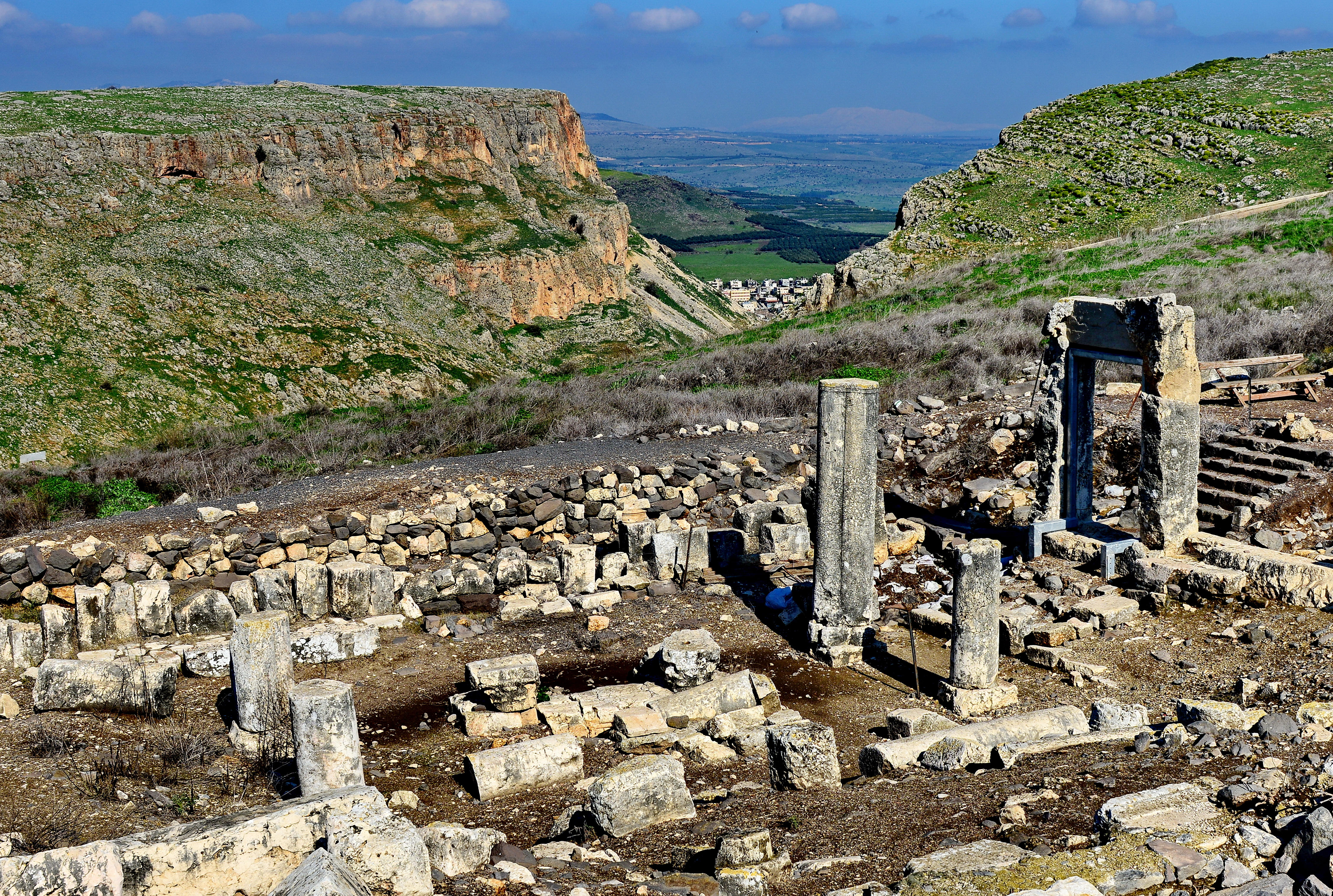
پس از تخریب معبد، کنیسه - که قبلاً قبل از ۷۰بعد از میلاد تأسیس شده بود - به عنوان مرکز زندگی مذهبی و جمعی یهودیان اهمیت فزاینده ای پیدا کرد. تصویر: خرابه های کنیسه اربل

تخریب معبد دوم، که در مرکز زندگی مذهبی و ملی یهودیان قرار داشت و به عنوان نمادی از حضور خدا عمل می کرد،    خلأ مذهبی و اجتماعی عمیقی ایجاد کرد.  این رویداد نشان دهنده پایان مراسم قربانی کردن در مرکز پرستش یهودیان   بود و به طور ناگهانی به نسب کاهن اعظم پایان داد.  پس از شورش، فرقه گرایی یهودی نیز ناپدید شد.  صدوقیان، که اقتدارشان نزدیک به معبد بود، به دلیل از دست دادن پایگاه قدرت خود، نقش آنها در شورش، مصادره زمین و فروپاشی حکومت خودمختار یهودیان، به عنوان یک گروه متمایز منحل شدند.  به همین ترتیب، اسن ها، که جوامع آنها - مانند قمران - در طول جنگ نابود و منحل شد، نیز به نظر می رسد ناپدید شده اند.  در مقابل، فریسیان ، که عمدتاً با شورش مخالف بودند، زنده ماندند و به عنوان نیروی مسلط در شکل‌دهی مجدد و متحد کردن یهودیت ظاهر شدند.  در قرن‌های بعد، خاخام‌ها در غیاب معبد، با تمرکز بر نقش سنت شفاهی به‌عنوان مکمل تورات مکتوب ، به شکل‌گیری رویه یهودیان ادامه دادند. این تلاش‌ها با تدوین میشنا (تدوین شده در اوایل قرن سوم) و بعداً تلمود به‌عنوان منابع اولیه قوانین یهودی و راهنمایی مذهبی به اوج خود رسید. 
پس از تخریب معبد، کنیسه - که قبلاً قبل از ۷۰بعد از میلاد تأسیس شده بود - به عنوان مرکز زندگی مذهبی و جمعی یهودیان اهمیت فزاینده ای پیدا کرد. تصویر: خرابه های کنیسه اربل:
کنیسه ، که قبل از تخریب معبد ایجاد شد، به تدریج به عنوان مکان مرکزی برای عبادت و زندگی مشترک یهودیان اهمیت یافت.   ادبیات خاخامی، کنیسه را به عنوان یک «مقدس miqdash me'at شده» توصیف می‌کند.  و بر اعتقاد به حضور الهی تأکید می کند در آنجا اقامت دارد، به ویژه هنگام نماز یا مطالعه.  با گذشت زمان، دعاها، مناسک و آداب و رسومی که زمانی در معبد انجام می شد برای استفاده در کنیسه اقتباس شد.   اشکال سنتی عبادت کنیسه، از جمله خطبه ها و خواندن کتاب مقدس، حفظ شد، در حالی که عبادت های جدید، مانند piyyut (شعر عبادی) و دعای سازمان یافته، توسعه یافت.  با این حال، دستورالعمل خاخامها بر این باور بود که برخی از اعمال باید منحصر به معبد باقی بماند.  میشنا دستور داد که دعاها به سمت اورشلیم هدایت شود و بیشتر کنیسه ها به جای اینکه جهت آن را منعکس کنند، به سمت مکان معبد می روند.  این نشان‌دهنده این ایده است که کنیسه‌ها به‌عنوان کپی از معبد نبودند، بلکه بیشتر گسترش‌های دور از تقدس آن بودند. 

## پاسخ به تخریب
بر اساس ادبیات ربانی ، به دنبال تخریب معبد، برخی از یهودیان از خوردن گوشت و نوشیدن شراب به عنوان یک عمل عزاداری خودداری کردند و اندوه خود را از دست دادن ابراز کردند.  یوسفوس تخریب معبد را نشانه ای از روی آوردن خداوند به رومیان به دلیل گناه یهودیان تفسیر کرد و خواستار تسلیم شدن در برابر حکومت روم شد. با این حال، او معتقد بود که عهد بین خدا و اسرائیل معتبر باقی می ماند و بازسازی آن به توبه یهودیان بستگی دارد، دیدگاهی مشابه دیدگاه ارمیا و نویسندگان کتاب مقدس تاریخ تثنیه در مورد تخریب معبد اول در سال ۵۸۷/۶ قبل از میلاد.  برخی از جوامع یهودی سال تخریب معبد را به عنوان نقطه مرجع برای رویدادهای زندگی پذیرفتند. به عنوان مثال، سنگ قبرهای یهودی از گورستان زواره به طور یکسان تاریخ این رویداد را محاسبه می کند. 
سوگواری بر سر ویرانی معبد، همراه با توضیحات مشابه، در آثار آخرالزمانی دوران پس از ویرانی، از جمله اسدراس چهارم و آخرالزمان باروخ نیز دیده می شود.  این متون مستعار، تخریب معبد دوم را در چارچوب تخریب معبد اول قرار می دهند.  هر دو اثر تخریب را به عنوان حکم و اجرا توسط خدا به تصویر می‌کشند، اما در مقصر دانستن آنها با هم تفاوت دارند: چهارم عزرا آن را به گناهکاری ذاتی بشر نسبت می‌دهد، در حالی که آخرالزمان باروخ منحصراً بر گناهان اسرائیل تمرکز دارد.  علیرغم رنج، هر دو متن سقوط معبد را به عنوان نشانه مشیتی از نزدیک شدن به اوج زمان، با تخریب نشان دهنده نقشه پنهان خدا می دانند.  چهارم عزرا با اعلام قوی ادامه اعتبار عهد به پایان می رسد، در حالی که آخرالزمان باروخ تأکید می کند که، علی رغم تخریب معبد، یهودیان هنوز تورات را در اختیار دارند. 
شواهد بیشتری از واکنش یهودیان به ویرانی اورشلیم در اوراکلس سیبیلی یافت می‌شود، مجموعه‌ای از پیشگویی‌های منسوب به پیشگویان یونانی و نوشته‌شده توسط نویسندگان مختلف برای انتقال دیدگاه‌های خود به جهان یونانی-رومی از طریق صدایی محترم و معتبر. کتاب۴اوراکلس ، که احتمالاً توسط یک نویسنده یهودی احتمالاً پس از فوران کوه وزوویوس در سال 79 پس از میلاد ساخته شده است،  به تخریب در کنار  اشاره دارد. پیشگویی می کند که "یکی از رهبران روم به سوریه خواهد آمد، که معبد اورشلیم را با آتش خواهد سوزاند، مردان بسیاری را سلاخی خواهد کرد، و سرزمین بزرگ یهودیان را با جاده های گسترده اش ویران خواهد کرد"  و بازگشت نهایی نرون را پیشگویی می کند. - به طور گسترده ای در آن زمان معتقد بودند که به جای خودکشی به شرق گریخته است - به عنوان ابزار خشم الهی علیه رومیان به طور کلی و فلاویان بیشتر به طور خاص  این تخریب ممکن است به جدایی تدریجی مسیحیت از یهودیت کمک کرده باشد و احتمالاً مسیحیان اولیه را وادار به فاصله گرفتن از یهودیان کرده است. به نظر می‌رسد اناجیل ، و به دنبال آن نوشته‌های پاتریستیکی بعدی، رنج یهودیان را به عنوان مجازاتی شایسته برای طرد عیسی به تصویر می‌کشد. 
واکنش تکاملی خاخام ها به شورش و پیامدهای آن از طریق داستان ها، سنت ها، نوشته های تفسیری، و گونه های دیگر بیان می شود که در طول چندین قرن در ادبیات خاخام ادغام شده است.  این متون تخریب اورشلیم و معبد را به مجازات الهی برای گناهان اسرائیل در کنار شکست های اجتماعی و اجتماعی نسبت می دهند.  آثاری مانند تلمود بابلی بر فقدان رهبری قوی، اختلافات داخلی، استفاده نادرست از ثروت و عدم مراقبت جمعی به عنوان عوامل اصلی این فاجعه تأکید دارند.  یک داستان قابل توجه، کامسا و بار کامسا ، ضیافتی را روایت می کند که در آن میزبان به اشتباه بار کامسا را به جای کامسا دعوت می کند. زمانی که بار کامسا با محرومیت از صندلی مورد بی احترامی قرار می گیرد، او به اطلاع رومی ها تبدیل می شود و زنجیره ای از وقایع را رقم می زند که منجر به جنگ می شود.  در داستانی دیگر، رهبران انقلابی در اورشلیم پس از اطلاع از اینکه خاخام‌ها تلاش کرده‌اند با رومی‌ها به توافق برسند، آذوقه‌ای را که سه مرد ثروتمند به نام‌های بن کلبع سابوع، نقدیمون بن گوریون و بن سیسیت هاکست جمع‌آوری کرده بودند، نابود کردند. ، اجازه می دهد تا شهر را به مدت۲۱ سال حفظ کند.  متون ربانی همچنین به بازدید از شهر ویران شده  اشاره می کنند و چهره های الهی و فرشتگان را در سوگ ویرانی به تصویر می کشند. 

## تأسیس مرکز ربانی در یاونه
بر اساس منابع خاخام ،  خاخام یوهانان بن زکای یک حکیم برجسته فریسایی، توسط شاگردانش از اورشلیم محاصره شده در تابوت خارج شد. او پس از پیش‌بینی به سلطنت رسیدن وسپاسیان، از امپراتور آینده اجازه تأسیس یک مرکز خاخام در یاونه را گرفت. در حالی که بررسی جزئیات فرار بن زکای دشوار است، توضیحات مختلفی برای تأسیس یاونه به عنوان مرکز جدید معنویت یهودی ارائه شده است.   قابل‌توجه، این روایت با روایت یوسفوس از فرار و پیش‌بینی‌های خود، با وجود برخی ناسازگاری‌ها، شباهت‌هایی دارد. نوشته‌های ژوزفوس تأیید می‌کند که چندین شخصیت بلندپایه در طول محاصره از اورشلیم گریختند و این امر به فرار بن زکای قابل قبول است. 
تأسیس مرکز در یاونه امکان توسعه یک سیستم متشکل و معتبر علم ربانی را فراهم کرد،  که مبنای پیدایش یهودیت ربانی به عنوان شکل غالب یهودیت در قرون بعدی شد.  تحت رهبری بن زکای و بعداً جانشین او جمالیل دوم ، پسر شمعون بن جملیل ،  یاونه به یک مرکز برجسته خاخامانی تبدیل شد که در آن اجراهای مختلف ( taqqanot</link> ) برای تغییر شکل زندگی یهودیان و تطبیق آن با واقعیت پس از ویرانی صادر شدند. این اقدامات شامل تطبیق شیوه‌های مربوط به معبد برای انجام مراسم در خارج از معبد بود.   مثلا mitzvah از مصرف  به تمام هفت روز سوکوت در همه جا تمدید شد، که قبلا فقط در معبد مشاهده می شد.  او همچنین اجازه shofar را داد</link> زمانی که سال نو با شبات مصادف می‌شود، به جای محدود کردن آن به دادگاه‌های معبد، همانطور که قبلاً رواج داشت، در هر حیاطی به صدا درآید.  جمالیل با بازدید از جوامع خارج از کشور و استقبال از بازدیدکنندگان یاونه برای مطالعه و مشاوره، سعی در حفظ روابط با دیاسپورا داشت.   علاوه بر این، عبادت نماز ، از جمله Amidah ، رسمی شد که مقرر شد روزانه سه نوبت به عنوان جایگزین قربانی خوانده شود.  
این شورش آغاز جنگ‌های یهودی و رومی بود که شرق مدیترانه را به شدت تغییر داد و تأثیر مهمی بر تاریخ یهودیان و توسعه امپراتوری روم داشت. با وجود شکست یهودیان در جنگ، تنش ها در منطقه ادامه یافت. در سال۱۱۵ پس از میلاد، قیام‌های یهودیان در مقیاس وسیع، معروف به شورش دیاسپورا ، تقریباً به طور همزمان در چندین استان شرقی از جمله قبرس ، مصر، لیبی و بین‌النهرین با فعالیت محدود در یهودیه رخ داد. علل شورش پیچیده و نامشخص است،   اما می توان آنها را به تخریب معبد و تحمیل مالیات یهودیان پس از جنگ اول یهودی-رومی نسبت داد.  اعتقاد بر این است که پناهندگان و بازرگانان یهودیه - از جمله sicarii که در حدود سال  پس از میلاد به مصر و سیرنائیکا گریختند  عقایدی را که ریشه در شورش اول داشت، گسترش داده اند، همانطور که کشف سکه از آن شورش در این مناطق نشان می دهد. .  این قیام ها با خشونت شدید مشخص شد و دو سال طول کشید تا رومیان سرکوب شوند، که منجر به تلفات سنگین و پاکسازی قومی تقریباً کامل جوامع یهودی در قبرس، مصر و لیبی شد.  
سومین و آخرین درگیری در جنگ‌های یهود و روم، معروف به شورش بار کوخبا ، در سال۱۳۲ در یهودیه شروع شد و در یهودیه اصلی   و به رهبری سیمون بار کوخبا متمرکز شد. تأسیس Aelia Capitolina ، یک مستعمره رومی در ویرانه‌های اورشلیم - اقدامی که گودمن آن را «راه‌حل نهایی برای سرکشی یهودیان»  توصیف می‌کند - دو سال قبل، به عنوان یک کاتالیزور مستقیم عمل کرد.   قبل از شورش، یهودیان به طور استراتژیک مجتمع های مخفی متعددی را ساختند که نشان دهنده آمادگی در مقیاس بزرگ است.  بار کوخبا که در ابتدا موفق شد، دولتی کوتاه مدت را تأسیس کرد و سکه هایی با نمادها و شعارهای اعلام استقلال یهود، شبیه به شورش سال های۶۶ تا ۷۳ پس از میلاد، ضرب کرد .  با این حال، نیروهای رومی تحت فرمان امپراتور هادریان در نهایت شورش را سرکوب کردند. نتیجه سطحی از ویرانی و مرگ بود که به عنوان نسل کشی یهودیان توصیف شد.  یهودیه با کاهش قابل توجهی از جمعیت روبرو شد و تعداد زیادی از یهودیان به بردگی فروخته شدند و به مناطق دیگر منتقل شدند. 
پس از سقوط بطار و مرگ بار کوخبا در حدود سال ۱۳۵ پس از میلاد،  مجازات هادریان شامل ممنوعیت یهودیان از اورشلیم و نواحی اطراف آن و تغییر نام استان از یهودیه به سوریه Palaestina بود.  هادریان همچنین قوانینی را وضع کرد که اعمال یهودیان را هدف قرار می داد، مانند مراسم شبات و ختنه،< با هدف از بین بردن ناسیونالیسم یهودی.  این شورش همچنین سرنوشت معبد اورشلیم را مهر و موم کرد و از بازسازی آن برای آینده قابل پیش‌بینی جلوگیری کرد.<اگرچه مرگ هادریان در سال۱۳۷ برخی از محدودیت ها و آزار و اذیت را کاهش داد، جمعیت یهودیان در منطقه به شدت کاهش یافته بود.  یهودیان باقی مانده عمدتاً در جلیل، جولان و شهرهای دشت ساحلی، با جوامع کوچکتر در امتداد حاشیه یهودیه و چند منطقه دیگر متمرکز بودند.  شکست این شورش پایان تلاش های سازمان یافته یهودیان برای بازیابی استقلال ملی بود.  

## تاثیر برای رم
به قدرت رسیدن وسپاسیان، به دنبال دوره ای از درگیری های داخلی و فاقد اعتبار سلسله جولیو-کلودین ، از پیروزی بر یهودیان به عنوان ابزاری مرکزی برای تأمین شکوه رم و منحرف کردن توجه از مبارزات داخلی استفاده کرد.    امپراتور جدید که یک سناتور نسل اول با پیشینه ای متوسط بود، از پیروزی سرمایه گذاری کرد و در پیام خود بر بازگرداندن صلح تأکید کرد.  سلسله فلاویان که او تأسیس کرد - که تحت فرمان پسرانش تیتوس و دومیتیان تا زمان مرگ پسرش در سال ۹۶ پس از میلاد  ادامه یافت - از این پیروزی برای تثبیت ادعای خود برای حکومت امپراتوری استفاده کردند. 
در تابستان ۷۱ پس از میلاد،   یک سال پس از تصرف اورشلیم، یک پیروزی در رم به نشانه پیروزی برگزار شد،   - رویدادی منحصر به فرد در تاریخ روم، زیرا این تنها پیروزی بود. جشن انقیاد جمعیت یک استان موجود.   شرح ژوزفوس از پیروزی، که در کتاب هفتم جنگ یهودیان یافت شد،  طولانی‌ترین و مفصل‌ترین گزارش باقی‌مانده از هر پیروزی از دوره امپراتوری را ارائه می‌دهد.    این پیروزی، که از پردیس مارتیوس آغاز شد و در تپه کاپیتولین به پایان رسید،  تخمین زده می‌شود که صدها هزار نفر شاهد این پیروزی بوده‌اند.  وسپاسیان و تیتوس سوار بر یک جفت ارابه پیروزمندانه شدند که دومیتیان به طور جداگانه در کنار آنها دنبال می شد.   در این راهپیمایی گنجینه‌ها و آثار هنری متعددی از جمله ملیله‌های رنگارنگ ارغوانی، قالی‌های گلدوزی شده، سنگ‌های قیمتی، مجسمه‌های خدایان، و حیوانات آراسته دیده می‌شد.  به گفته یوزفوس، اسرای یهودی "برای نمایش تخریب خود" راهپیمایی شدند.   داربست‌های متحرک، حدود سه یا چهار طبقه، قاب‌های طلایی، کاردستی‌های عاج و ملیله‌های طلایی را به نمایش می‌گذاشتند، صحنه‌هایی از جنگ مانند شهرهای ویران، قلعه‌های ویران‌شده، دشمنان شکست‌خورده و ژنرال‌های اسیر را به تصویر می‌کشیدند.  در میان گنجینه‌هایی که در این راهپیمایی حمل می‌شد، میز معبد ، میز طلایی ، احتمالاً نان نمایشی ، و «قانون یهودیان»، احتمالاً متون مقدس یهودی که از معبد گرفته شده بودند، بود.  سیمون بار گیورا، رهبر شورشیان یهودی، در این راهپیمایی رژه رفت و پس از پایان آن در تپه کاپیتولین، تازیانه زد، به زندان مامرتین برده شد و طبق قوانین روم به دار آویخته شد.  جان گیسکالا به حبس ابد محکوم شد. 
سلسله فلاویان یک سری سکه های گسترده با عنوان Judaea Capta ("یهودا فتح شده است") را به یاد فتح و انقیاد استان منتشر کردند.  این یک نمونه نادر از شکست استانی است که به طور برجسته در ضرب سکه رومی جشن گرفته می شود.  این سکه ها که طی یک دوره ۱۰ تا۱۲ ساله منتشر شدند، نقش مهمی در استراتژی تبلیغاتی فلاویان در سراسر امپراتوری داشتند.  جلوی آن پرتره هایی از وسپاسیان یا معمولاً تیتوس را نشان می داد،  در حالی که پشت آن تصاویر نمادین را نشان می داد: زنی عزادار، به نمایندگی از قوم یهود، نشسته زیر نخل خرما ، نماد استان یهودا.  تغییرات شامل تصویری از زن به صورت بسته، زانو زده یا چشم بسته در برابر نایک (یا ویکتوریا )، که مظهر پیروزی است.  به نظر می رسد که ضرابخانه قیصریه تصاویر را برای کاهش توهین احتمالی به یهودیان یهودیه تغییر داده است و نقش های تحریک آمیزتری مانند اسیری نیمه برهنه را حذف کرده است. 
در زمان فلاویان، مرکز شهر رم با بناهای یادبود پیروزی تغییر کرد،  شامل دو طاق پیروزی : طاق تیتوس در Via Sacra ، که پس از مرگ تیتوس در سال ۸۱ پس از میلاد تکمیل شد، و دیگری در Circus Maximus ، که زودتر به پایان رسید. همان سال    به طور گسترده تصور می شود که اولین مورد توسط دومیتیان ساخته شده است و همانطور که در کتیبه آن آمده است، سنا و مردم رم به وسپاسیان و تیتوس الهی تقدیم شده است.  قابل توجه، دو نقش برجسته برجسته است: یکی سربازانی را نشان می دهد که غنایم معبد را حمل می کنند و دیگری نشان می دهد که تیتوس را در چهارگوشه در طول پیروزی خود نشان می دهد.  طاق دوم، که در یکی از مکان‌های تفریحی مهم رم قرار داشت، بر اساس کتیبه‌اش جشن می‌گرفت که تیتوس «مردم یهودی را تحت سلطه خود درآورد و شهر اورشلیم را ویران کرد، چیزی که یا همه سرداران، پادشاهان و مردمان قبل از او بیهوده به دنبال آن بودند. به طور کامل امتحان نشده است." این ادعا به فتوحات قبلی شهر، از جمله تسخیر ژنرال رومی پومپیه یک قرن قبل، نادیده می گیرد. 
غنایم معبد اورشلیم، از جمله منورای معبد و میز نان پیشوایی، در معبد تازه ساخته شده صلح ، در کنار شاهکارهای هنر یونانی به نمایش گذاشته شد.    این معبد که در حدود سال ۷۵ پس از  تکمیل شد و به Pax، الهه صلح رومی تقدیم شد،  نماد بازگرداندن صلح در سراسر امپراتوری روم بود.  درآمد حاصل از Fiscus Judaicus برای بازسازی معبد مشتری Optimus Maximus در تپه کاپیتولین ،  که در طول جنگ داخلی ویران شده بود، استفاده شد.  علاوه بر این، کولوسئوم ، که توسط وسپاسیان آغاز شد و تحت دوره تیتوس تکمیل شد، " ex manubi(i)s تامین مالی شد.(از غنایم جنگی)، همانطور که در کتیبه ای ذکر شده است که به طور ضمنی بودجه آن را به جنگ یهودیان گره می زند. 

## همچنین ببینید
1. ↑  عبری: המרד הגדול‎، ت. «ha-Mered Ha-Gadol»
2. ↑  لاتین: Bellum Iudaicum
3. ↑  It is believed that it was during this episode that Titus and Berenice began their well-known love affair.[۱۱۷]
4. ↑  As noted by Louis Feldman, Josephus' account was contested for several reasons, including the strong discouragement of suicide by Jewish law and expectations of a last stand by the fighters.[۲۷۷] Shaye J. D. Cohen suggests that while Josephus' mass suicide narrative likely has a factual basis, with some Sicarii indeed committing suicide, it was exaggerated for dramatic effect, serving as a polemic against the Sicarii and drawing inspiration from the Greco-Roman fascination with collective suicide.[۲۸۰]
5. ↑  Goodman, however, notes that no direct sources explicitly document the disappearance of the Essenes and Sadducees following the destruction, with the first clear evidence for their demise appearing in the 4th century, though it does not provide a specific date.[۳۳۸] Instead, he suggests that hints in later rabbinic and patristic literature imply the potential persistence of Jewish sectarianism, including groups related to the Sadducees and Essenes, for years, or even centuries, after the Temple's destruction.[۳۳۹]

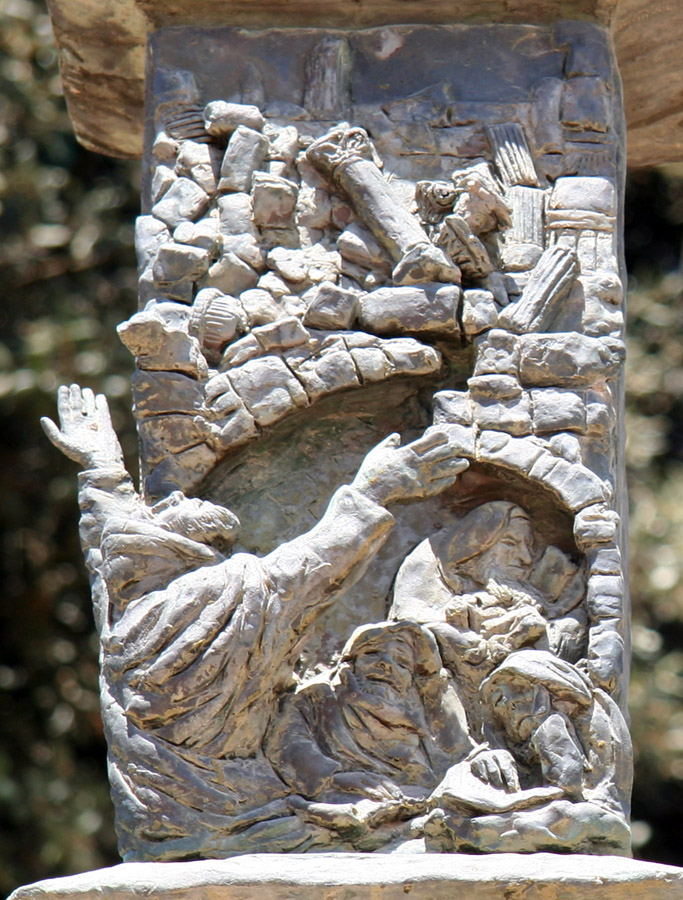
نقش برجسته ای بر روی کنست منورا نشان می دهد که یوهانان بن زکای در حال سوگواری اورشلیم ویران شده است و چندین حکیم نیز در کنار او از محاصره جان سالم به در برده اند.:

6. ↑  The episode is referenced in five works: Avot de-Rabbi Natan (Versions A and B), Midrash Lamentations, the Babylonian Talmud (Gittin), and Midrash Proverbs, with notable differences in the traditions.[۳۶۵]
7. ↑  Gedaliah Alon, for example, challenged the idea—derived from the version of the story in the Babylonian Talmud, but not supported by the two versions of Avot de-Rabbi Natan—that a center in Yavneh existed prior to the destruction of Jerusalem. Instead, he contends that Rabbi Yohanan ben Zakkai and his followers first arrived in the city as fugitives, as it had been designated by the Romans as a refuge for moderate figures.[۳۶۶]
8. ↑  According to Shaye J. D. Cohen, the Yavneh rabbinic center—composed mainly of individuals with Pharisee backgrounds but functioning as a coalition of various groups and parties[۳۶۸]— fostered a new model of Jewish society that tolerated divergent opinions without producing sectarian divisions.[۳۳۵] This approach, exemplified in the Mishnah—where arguments and discussions are often attributed to individuals with differing opinions—embraced pluralism[۳۶۹] while seeking to eliminate the factionalism that had defined Judaism before the Temple's destruction.[۳۳۵]
9. ↑  The region encompassing the Judaean Hills, the Judean Lowlands, and the Judaean Desert

1. ↑  "Atrocity statistics from the Roman Era". necrometrics.com.
2. ↑  Goodman 1987, p. 9.
3. ↑  Safrai & Stern 1974, p. 216.
4. ↑  Berlin & Overman 2002, p. 2.
5. ↑  Gabba 1999, pp. 94–95.
6. ↑  Gabba 1999, p. 95.
7. ↑  Gabba 1999, pp. 97–98.
8. 1 2  Berlin & Overman 2002, p. 3.
9. ↑  Gabba 1999, p. 113.
10. ↑  Gabba 1999, pp. 127–128, 130.
11. 1 2  Goodman 1987, p. 1.
12. ↑  Gabba 1999, p. 130.
13. ↑  Safrai & Stern 1974, pp. 308–309.
14. 1 2  Goodman 1987, pp. 1–2.
15. ↑  Freyne 2002, p. 45.
16. ↑  Freyne 2002, p. 47.
17. ↑  Gabba 1999, p. 152.
18. ↑  Gabba 1999, p. 133.
19. 1 2 3 4  Gabba 1999, p. 140.
20. 1 2 3 4 5  Goodman 1987, p. 2.
21. 1 2 3 4  Goodman 2004, p. 16.
22. ↑  Gabba 1999, p. 142.
23. ↑  Gabba 1999, p. 143.
24. ↑  Mattern 2010, p. 168.
25. ↑  Gabba 1999, p. 145.
26. ↑  Gabba 1999, p. 146.
27. ↑  Tactius, Annals, 5.10
28. ↑  The Jewish War, II, 277
29. 1 2  Rogers 2022, p. 124.
30. ↑  Gabba 1999, p. 147.
31. 1 2 3  Rogers 2022, pp. 1, 126.
32. ↑  Rogers 2022, p. 127.
33. ↑  The Jewish War, II, 289–292
34. 1 2  Rogers 2022, pp. 1, 127.
35. ↑  Freyne 2002, pp. 47–48.
36. ↑  The Jewish War, II, 14.6
37. ↑  The Jewish War, II, 14.9
38. 1 2  Gabba 1999, p. 148.
39. 1 2  Rogers 2022, p. 2.
40. 1 2 3  Rogers 2022, pp. 140–141.
41. 1 2  Rogers 2022, p. 143.
42. 1 2  Rogers 2022, p. 144.
43. ↑  Bilde 1979, pp. 184–185.
44. ↑  Rogers 2022, pp. 143, 152–153.
45. ↑  Cohen 1982, pp. 401–402.
46. 1 2 3 4 5 6 7 8  Millar 1995, p. 71.
47. ↑  Rogers 2022, p. 150.
48. ↑  Rogers 2022, p. 152.
49. ↑  Eusebius, Church History 3, 5, 3; Epiphanius, Panarion 29,7,7–8; 30, 2, 7; On Weights and Measures 15.
50. 1 2  Rogers 2022, p. 279.
51. 1 2  Rogers 2022, p. 151.
52. ↑  Freyne 2002, p. 51.
53. ↑  The Jewish War, II, 427
54. ↑  Rogers 2022, p. 153.
55. 1 2 3 4  Rogers 2022, p. 155.
56. ↑  Rogers 2022, p. 158.
57. ↑  Mondésert 1999, p. 878.
58. ↑  Rogers 2022, p. 159.
59. ↑  The Jewish War, II, 18, 9
60. ↑  Rogers 2022, p. 166.
61. 1 2  Rogers 2022, p. 167.
62. 1 2  Rogers 2022, p. 168.
63. ↑  Rogers 2022, p. 169.
64. ↑  Rogers 2022, pp. 170—171.
65. 1 2 3  Rogers 2022, p. 174.
66. 1 2  Rogers 2022, p. 175.
67. ↑  Rogers 2022, pp. 175,177.
68. 1 2 3  Rogers 2022, p. 180.
69. ↑  Mason 2016, p. 281.
70. ↑  Rogers 2022, p. 182.
71. ↑  Suetonius, Vespasian, 4.5
72. 1 2  Mason 2016, p. 282.
73. ↑  Rogers 2022, pp. 179-180.
74. ↑  Histories, 5.10.1
75. 1 2  Murison 2016, p. 78.
76. 1 2  Rogers 2022, p. 181.
77. ↑  Rogers 2022, p. 184.
78. ↑  Freyne 2002, pp. 49–50.
79. ↑  Rogers 2022, pp. 184-185.
80. 1 2  Gabba 1999, p. 159.
81. ↑  Horsley 2002, pp. 89–90.
82. 1 2 3  Ben Zion, S. A Roadmap to the Heavens: An Anthropological Study of Hegemony Among Priests.
83. ↑  Horsley 2002, p. 104.
84. ↑  Rogers 2022, pp. 153–154.
85. ↑  Cohen 1982, p. 402.
86. 1 2  Gabba 1999, p. 160.
87. 1 2  Horsley 2002, p. 102.
88. ↑  Gabba 1999, pp. 160, 290.
89. 1 2  Gabba 1999, p. 290.
90. ↑  Deutsch 2011, p. 368.
91. 1 2 3  Magness 2012, p. 166.
92. ↑  Deutsch 2011, p. 361.
93. ↑  Cotton 2022, pp. 136–137.
94. ↑  Millar 1995, pp. 71–72.
95. ↑  Vespasian 4.5–6
96. ↑  Vervaet 2016, p. 51.
97. 1 2  Mason 2016, p. 359.
98. 1 2  Millar 1995, p. 72.
99. 1 2 3  Millar 1995, pp. 72–73.
100. ↑  Meyers 2002, p. 110.
101. ↑  Mason 2016, p. 360.
102. 1 2 3  Rogers 2022, p. 214.
103. ↑  The Jewish War, III, 132–134
104. ↑  Mason 2016, p. 365.
105. ↑  Horsley 2002, pp. 94–95.
106. 1 2  Aviam 2002, p. 131.
107. 1 2 3  Rogers 2022, p. 229.
108. ↑  Rogers 2022, pp. 226–227.
109. ↑  Rogers 2022, p. 227.
110. 1 2  Rogers 2022, p. 230.
111. ↑  Aviam 2002, pp. 130–131.
112. ↑  Aviam 2002, pp. 128–129.
113. ↑  Rogers 2022, pp. 231–234.
114. ↑  Rogers 2022, p. 234.
115. ↑  Rogers 2022, pp. 235–236.
116. ↑  Rogers 2022, pp. 240–241.
117. ↑  Wilker 2011, p. 282.
118. 1 2  Rogers 2022, pp. 242–243.
119. ↑  Horsley 2002, p. 93.
120. ↑  Rogers 2022, p. 241.
121. ↑  Rogers 2022, p. 245.
122. ↑  Alon 1977, p. 282.
123. ↑  Rogers 2022, pp. 246–247.
124. ↑  Rogers 2022, p. 247.
125. 1 2 3  Rogers 2022, pp. 247–248.
126. ↑  van Kooten 2011, p. 445.
127. ↑  The Jewish War, III, 540
128. 1 2  Magness 2012, p. 171.
129. 1 2  Rogers 2022, pp. 249, 252.
130. ↑  Syon 2002, pp. 134, 146.
131. ↑  Rogers 2022, p. 251.
132. ↑  Syon 2002, p. 137.
133. ↑  Rogers 2022, p. 252.
134. ↑  Mason 2016, p. 349.
135. ↑  Syon 2002, pp. 141–146.
136. ↑  Syon 2002, p. 146.
137. ↑  Rogers 2022, pp. 258–259.
138. ↑  Syon 2002, pp. 136, 149.
139. ↑  Rogers 2022, p. 258.
140. ↑  Rogers 2022, pp. 256–257.
141. ↑  Horsley 2002, p. 95.
142. ↑  Rogers 2022, pp. 259–260.
143. ↑  Broshi, Magen (1979-10-01). "The Population of Western Palestine in the Roman-Byzantine Period". Bulletin of the American Schools of Oriental Research. 236 (236): 1–10. doi:10.2307/1356664. ISSN 0003-097X. JSTOR 1356664. PMID 12338473.
144. ↑  Byatt, Anthony (1973-01-01). "Josephus and Population Numbers in First Century Palestine". Palestine Exploration Quarterly. 105 (1): 51–60. doi:10.1179/peq.1973.105.1.51. ISSN 0031-0328.
145. ↑  Rogers 2022, p. 265.
146. ↑  Rogers 2022, pp. 267–268.
147. 1 2 3  Rogers 2022, p. 268.
148. 1 2  Rogers 2022, p. 271.
149. ↑  Rogers 2022, pp. 271–272.
150. 1 2  Rogers 2022, p. 273.
151. ↑  Rogers 2022, p. 275.
152. ↑  Rogers 2022, pp. 276–277.
153. ↑  Rogers 2022, p. 278.
154. ↑  Rogers 2022, p. 280.
155. ↑  Rogers 2022, pp. 283–284.
156. 1 2  Rogers 2022, p. 284.
157. 1 2  Rogers 2022, pp. 284–285.
158. ↑  Rogers 2022, pp. 284, 286.
159. ↑  Rogers 2022, pp. 281–282.
160. ↑  Rogers 2022, p. 286.
161. 1 2 3 4 5  Rogers 2022, p. 287.
162. 1 2  Rogers 2022, p. 288.
163. ↑  Magness 2002, p. 39.
164. ↑  Rogers 2022, pp. 287–288.
165. ↑  Magness 2002, pp. 61–62.
166. ↑  Magness 2011, p. 349.
167. ↑  Magness 2002, p. 85.
168. 1 2  Rogers 2022, p. 290.
169. 1 2 3 4 5  Rogers 2022, p. 291.
170. 1 2  Rogers 2022, p. 292.
171. 1 2 3 4  Millar 1995, p. 73.
172. ↑  Rogers 2022, pp. 289–290.
173. ↑  Murison 2016, p. 79.
174. 1 2 3 4 5  Rogers 2022, p. 294.
175. ↑  Histories, 5.12
176. ↑  Rogers 2022, p. 283.
177. ↑  "Silver Shekel from the First Jewish Revolt, 66–70 CE". The Center for Online Judaic Studies. 31 December 2008. Archived from the original on 12 January 2020. Retrieved 2 October 2020.
178. ↑  Rogers 2022, pp. 292–293.
179. 1 2  Rogers 2022, p. 293.
180. ↑  Histories 2.79; Vespasian 2
181. 1 2 3  Gabba 1999, p. 163.
182. 1 2  Edmondson 2005, pp. 1–2.
183. ↑  Rogers 2022, p. 297.
184. ↑  Vervaet 2016, p. 53.
185. 1 2  Rocca 2022, p. 147.
186. 1 2  Millar 1995, p. 75.
187. ↑  Rogers 2022, p. 302.
188. 1 2 3  Millar 2005, p. 101.
189. 1 2  Rogers 2022, p. 303.
190. ↑  Rogers 2022, p. 304.
191. 1 2  Broshi 1999, p. 3.
192. ↑  Price 2011, p. 410.
193. ↑   {{cite book}}: Empty citation (help)
194. ↑  Wettstein, Howard: Diasporas and Exiles: Varieties of Jewish Identity, p. 31 (2002).
195. 1 2 3  Rogers 2022, p. 300.
196. ↑  Rogers 2022, pp. 300–301.
197. 1 2  Rogers 2022, p. 305.
198. 1 2  Rogers 2022, p. 306.
199. 1 2  Rogers 2022, p. 307.
200. 1 2 3  Rogers 2022, pp. 309–310.
201. ↑  Rogers 2022, p. 316.
202. ↑  Rogers 2022, pp. 318–319.
203. ↑  Rogers 2022, p. 319.
204. 1 2 3  Rogers 2022, p. 320.
205. ↑  Rogers 2022, pp. 320–321.
206. ↑  Rogers 2022, p. 323.
207. ↑  Rogers 2022, pp. 324–325.
208. ↑  Rogers 2022, pp. 325–326.
209. ↑  Rogers 2022, p. 327.
210. ↑  Rogers 2022, pp. 333–334.
211. 1 2 3  Rogers 2022, p. 329.
212. ↑  Rogers 2022, p. 333.
213. ↑  Rogers 2022, pp. 332–323.
214. ↑  Rogers 2022, pp. 334–335.
215. ↑  Rogers 2022, p. 335.
216. ↑  Rogers 2022, p. 332.
217. 1 2  Rogers 2022, pp. 340–341.
218. ↑  Rogers 2022, p. 347.
219. ↑  Rogers 2022, pp. 341–342.
220. ↑  The Jewish War, VI, 113–115
221. ↑  Rogers 2022, pp. 342–343.
222. 1 2  van Kooten 2011, p. 442.
223. ↑  The Jewish War, VI, 118–119
224. 1 2  Rogers 2022, p. 345.
225. ↑  Rogers 2022, pp. 346–349.
226. ↑  Rogers 2022, pp. 351–352.
227. 1 2  Rogers 2022, pp. 352–353.
228. ↑  The Jewish War, VI, 237–243
229. 1 2  Rogers 2022, p. 354.
230. ↑  Sulpicius Severus, Chronica 2.30, 6–7
231. 1 2  Bahat 1999, p. 42.
232. ↑  The Jewish War, VI, 254–259
233. 1 2  Rogers 2022, p. 355.
234. ↑  The Jewish War, VI, 241–243
235. ↑  Rogers 2022, p. 357.
236. ↑  Babylonian Talmud, Gittin 56b
237. 1 2 3 4  Feldman 1999, p. 904.
238. 1 2 3  Bahat 1999, pp. 42–43.
239. ↑  Cassius Dio, Roman History, LXVI, 6, 2–3
240. ↑  Goodblatt 2006, pp. 184–185.
241. ↑  Rogers 2022, p. 360.
242. 1 2  Rogers 2022, p. 361.
243. ↑  The Jewish War, VI, 280–282
244. ↑  The Jewish War, VI, 316–322
245. 1 2 3 4  Rogers 2022, p. 368.
246. ↑  Rogers 2022, pp. 363–364.
247. ↑  Rogers 2022, p. 365.
248. ↑  Rogers 2022, p. 366.
249. ↑  Rogers 2022, pp. 366–367.
250. ↑  Rogers 2022, p. 367.
251. ↑  The Jewish War, VII, 1–3
252. 1 2 3  Price 2011, p. 409.
253. 1 2 3  Price 2011, pp. 409–410.
254. 1 2  Weksler-Bdolah 2020, p. 3.
255. 1 2  Rogers 2022, pp. 368–369.
256. 1 2 3 4  Rogers 2022, p. 370.
257. ↑  Eusebius, Ecclesiastical History, 3.12
258. ↑  Rogers 2022, pp. 376–377.
259. ↑  Rogers 2022, p. 377.
260. 1 2  Beard 2002, p. 553.
261. 1 2  Rogers 2022, pp. 376, 377.
262. ↑  Rogers 2022, pp. 381–383.
263. 1 2 3 4 5 6  Millar 1995, p. 76.
264. 1 2 3 4  Magness 2012, p. 215.
265. ↑  Millar 1995, pp. 76–77.
266. 1 2  Tropper 2016, p. 92.
267. ↑  Rogers 2022, p. 402.
268. 1 2 3  Millar 1995, p. 77.
269. ↑  Tropper 2016, p. [].
270. ↑  Rogers 2022, p. 410.
271. ↑  Cohen 1982, pp. 392–393.
272. ↑  The Jewish War, VII, 334–336, 388
273. 1 2  Cohen 1982, p. 393.
274. ↑  The Jewish War, VII, 399–400
275. ↑  Rogers 2022, p. 422.
276. ↑  deSilva 2024, p. 152.
277. 1 2  Feldman 1999, p. 905.
278. ↑  Magness 2011, pp. 358–359.
279. ↑  Cohen 1982, p. 401.
280. ↑  Cohen 1982, pp. 401, 403–404.
281. ↑  Luttwak 1976, pp. 3–4.
282. ↑  Pliny, Naturalis Historia, v. 70
283. ↑  Goodman 2004, pp. 4–5.
284. ↑  Tacitus, Histories, V, XIII
285. ↑  Van Kooten, G. H. (2011).
286. ↑  Schwartz 2006, p. 23.
287. 1 2 3  Rogers 2022, p. 369.
288. ↑  Murison 2016, p. 81.
289. 1 2 3 4  Schwartz 2014b, pp. 85–86.
290. 1 2 3 4 5 6 7 8 9 10  Herr 1984, p. 288.
291. ↑   {{cite book}}: Empty citation (help)
292. ↑  Saldarini 2002, p. 231.
293. 1 2 3 4  deSilva 2024, p. 162.
294. ↑  Aberbach & Aberbach 2000, pp. 4–5.
295. ↑  Schwartz 2006, pp. 25–26.
296. 1 2 3 4  deSilva 2024, p. 155.
297. 1 2  Clarysse 2021, pp. 316–317.
298. 1 2  Goodman 2004, p. 17.
299. ↑  The Jewish War, VII, 218
300. 1 2  Edmondson 2005, p. 11.
301. ↑  Schwartz 2006, p. 26.
302. 1 2 3  Goodman 2004, p. 26.
303. ↑  Goodman 2004, p. 18.
304. ↑  Schwartz 2006, p. 32.
305. ↑  Clarysse 2021, pp. 306, 316–317.
306. 1 2 3  Belayche 2001, pp. 82–84.
307. 1 2  Rogers 2022, p. 373.
308. 1 2  Schwartz 2006, p. 25.
309. ↑  Isaac 1990, p. 348.
310. ↑  John Malalas, Chronicle, 10, 261
311. 1 2 3  Levine 2005, p. 126.
312. 1 2 3  Kerkeslager 2006, p. 55.
313. ↑  Kerkeslager 2006, p. 57.
314. ↑  The Jewish War, VII, 410, 418–19
315. ↑  Goodblatt 2006, p. 92.
316. ↑  The Jewish War, VII, 420–436
317. ↑  Goodman 1987, p. 237.
318. ↑  The Jewish War, VII, 96
319. 1 2 3  Andrade 2013, p. 115.
320. ↑  The Jewish War, VII, 100–11; Antiquities of the Jews, XII, 122–24.
321. ↑  John Malalas, Chronicle, 10, 261
322. ↑  Philostratus, Vita Apollonii, 6.2.9.1
323. ↑  Rocca 2022, pp. 41–42.
324. ↑  Bendlin 2020, p. 157.
325. ↑  Rocca 2022, p. 133.
326. ↑  Price 2011, p. 413.
327. ↑  Rocca 2022, pp. 272–273.
328. ↑  Rocca 2022, pp. 132, 142.
329. ↑  Rocca 2022, p. 135.
330. ↑  Bowersock 2017, p. 102.
331. ↑  Levine 2005, p. 174.
332. 1 2  Rosenfeld 1997, p. 438.
333. ↑  Cohen 1999, p. 314.
334. 1 2 3  Millar 1995, p. 70.
335. 1 2 3  Cohen 1984, p. 27.
336. ↑  Cohen 1984, pp. 31, 35–36.
337. ↑  Stemberger 1999, p. 435.
338. ↑  Goodman 2006, pp. 153–154.
339. ↑  Goodman 2006, p. 161.
340. ↑  Schaper 1999, pp. 426–427.
341. ↑   {{cite book}}: Empty citation (help)
342. ↑  Cohen 1999, p. 298.
343. ↑  Levine 2005, p. 175.
344. 1 2  Cohen 1999, pp. 320–321.
345. ↑  Levine 2005, p. 4.
346. ↑  Cohen 1999, p. 320.
347. ↑  Levine 2005, p. 5.
348. ↑  Cohen 1999, p. 322.
349. 1 2  Cohen 1999, p. 321.
350. ↑  Cohen 1999, p. 315.
351. 1 2 3  Schwartz 2006, p. 31.
352. ↑  Sivan 2008, pp. 243–245.
353. ↑  Kirschner 1985, pp. 27–28.
354. ↑  Kirschner 1985, pp. 29–30.
355. ↑  Kirschner 1985, pp. 34–35.
356. ↑  Kirschner 1985, p. 38.
357. ↑  van Kooten 2011, p. 420.
358. ↑  Sibylline Oracles, IV, 123–136
359. ↑  van Kooten 2011, pp. 421–422, 445.
360. ↑  Saldarini 2002, pp. 231–232.
361. ↑  Saldarini 2002, pp. 222, 232.
362. 1 2  Saldarini 2002, p. 222.
363. 1 2  Saldarini 2002, p. 230.
364. ↑  Price 2011, p. 415.
365. ↑  Alon 1977, pp. 296–297.
366. ↑  Alon 1977, pp. 274, 294.
367. 1 2   {{cite book}}: Empty citation (help)
368. ↑  Cohen 1984, p. 50.
369. ↑  Cohen 1984, p. 47.
370. ↑  Alon 1994, pp. 106–107.
371. ↑  Levine 2005, p. 199.
372. 1 2  deSilva 2024, p. 163.
373. ↑  Alon 1994, pp. 119, 131.
374. ↑  Jerusalem Talmud, Berakhot 4, 1, 7b; Babylonian Talmud, Berakhot 26b
375. ↑  Levine 2005, p. 200.
376. 1 2  Pucci Ben Zeev 2006, pp. 93–94.
377. ↑  Smallwood 1976, p. 389.
378. 1 2  Horbury 2014, p. 273.
379. ↑  Smallwood 1999, pp. 190–191.
380. ↑  Kerkeslager 2006, pp. 61–62.
381. ↑  Goodman 2004, p. 10.
382. ↑  Cotton 2022, p. 392.
383. ↑  Goodman 2004, p. 27–28.
384. ↑  Magness 2024, p. 338–339.
385. 1 2  Eshel 2006, p. 106.
386. ↑  Magness 2012, p. 270.
387. ↑  Taylor 2012, p. 243.
388. 1 2  Eshel 2006, p. 126.
389. ↑  Horbury 2016, p. 401.
390. 1 2 3  Eshel 2006, p. 127.
391. ↑  Schwartz 2006, p. 37.
392. ↑  Isaac 1990, p. 55.
393. 1 2 3 4  Goodman 1987, p. 236.
394. ↑  Huitink 2024, p. 215.
395. ↑  Rogers 2022, pp. 387–388.
396. ↑  Magness 2012, p. 256.
397. 1 2 3  Rogers 2022, pp. 3–5.
398. ↑  Rogers 2022, p. 381.
399. 1 2  Huitink 2024, p. 216.
400. ↑  Millar 1995, p. 79.
401. ↑  The Jewish War, VII, 116–57
402. ↑  Huitink 2024, p. 223.
403. ↑  Rocca 2022, p. 246.
404. 1 2  Beard 2002, p. 550.
405. ↑  Künzl 1988, p. 72.
406. 1 2  Rogers 2022, p. 383.
407. ↑  Rogers 2022, pp. 381–382.
408. ↑  The Jewish War, VII, 96
409. ↑  Rogers 2022, p. 382.
410. ↑  Rogers 2022, p. 382, 619.
411. 1 2  Magness 2012, pp. 166–167.
412. 1 2 3 4 5  Overman 2002, p. 215.
413. ↑  Millar 2005, pp. 113–114.
414. ↑  Rocca 2022, pp. 261–262.
415. ↑  Rocca 2022, p. 263.
416. ↑  Rocca 2022, pp. 265–266.
417. ↑  Rogers 2022, pp. 388–389, 550.
418. ↑  van Kooten 2011, pp. 423–424.
419. ↑  Rogers 2022, pp. 388–389.
420. ↑  Cotton 2022, p. 391.
421. ↑  Overman 2002, p. 216.
422. ↑  Rogers 2022, p. 388.
423. ↑  Millar 2005, pp. 117–119.
424. 1 2  Huitink 2024, p. 217.
425. 1 2  Schwartz 2014a, p. 1.
426. ↑  Rogers 2022, p. 469.
427. ↑  Edmondson 2005, p. 1.
428. 1 2 3  Rogers 2022, p. 471.
429. 1 2  Edmondson 2005, p. 2.
430. 1 2 3  Rocca 2022, p. 242.
431. 1 2 3  Feldman 1999, p. 903.
432. 1 2  Edmondson 2005, p. 3.
433. ↑  Rogers 2022, p. 472.
434. 1 2  Beard 2002, p. 546.
435. ↑  Edmondson 2005, pp. 3–4.
436. 1 2  Rogers 2022, p. 374.
437. ↑  The Jewish War, III, 108
438. ↑  Bilde 1979, p. 202.
439. ↑  Bilde 1979, pp. 186–187.
440. ↑  Bilde 1979, pp. 188–189, 197.
441. ↑  Bilde 1979, pp. 199–200.
442. ↑  Life, 361–363
443. ↑  Edmondson 2005, pp. 4–5.
444. 1 2  Schwartz 2014a, p. 146.
445. ↑  Schwartz 2014a, pp. 148, 150.
446. 1 2  Feldman 1999, p. 913.
447. ↑  Feldman 1999, pp. 913–914.
448. ↑  Josephus, The Life of Flavius Josephus
449. ↑  Eusebius, Church History, X, 3
450. ↑  Jerome, De Viris Illustribus, XIV
451. ↑  Feldman 1999, p. 914.